# کریستوفر رن
سِر کریستوفر رن (به انگلیسی: Sir Christopher Wren) دانشمند و معمار انگلیسی در قرن هفدهم میلادی بود.
مشهورترین کار او کلیسای جامع پل مقدس در لندن است.
کریستوفر رن از دوستان نیوتن و رابرت هوک بود.
او در سال ۱۷۲۳ درگذشت و در درون همان کلیسا او را به‌خاک سپردند. بر سنگ مزار او به لاتین نوشته است: Lector, si monumentum requiris, circumspice (ای خواننده، اگر به‌دنبال بنای یادبودی می‌گردی، به‌اطراف خود نگاه کن.)

## نگارخانه

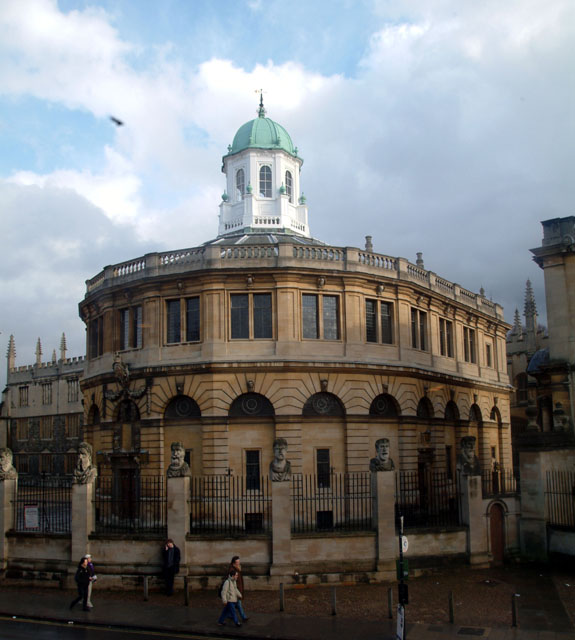
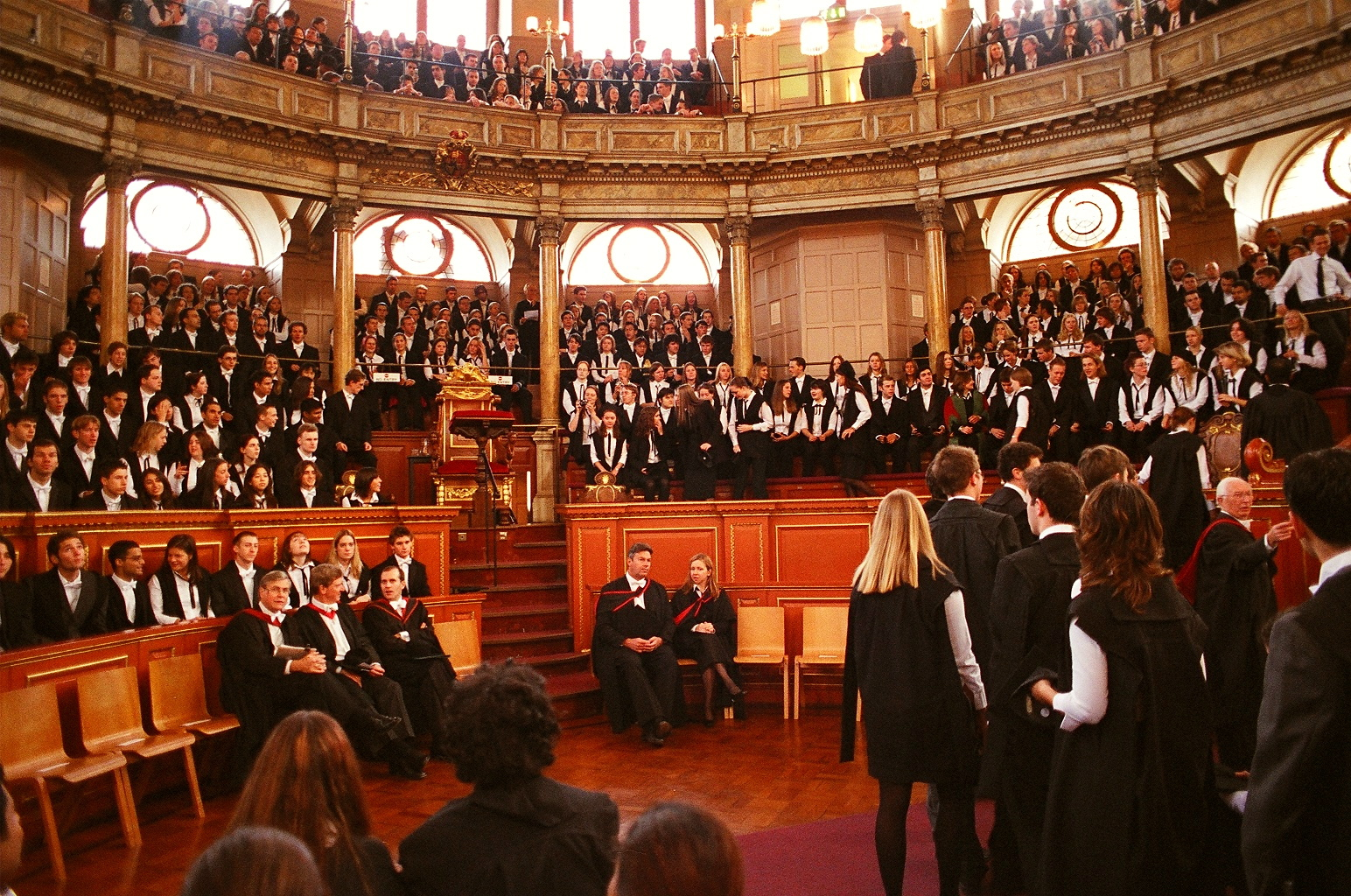
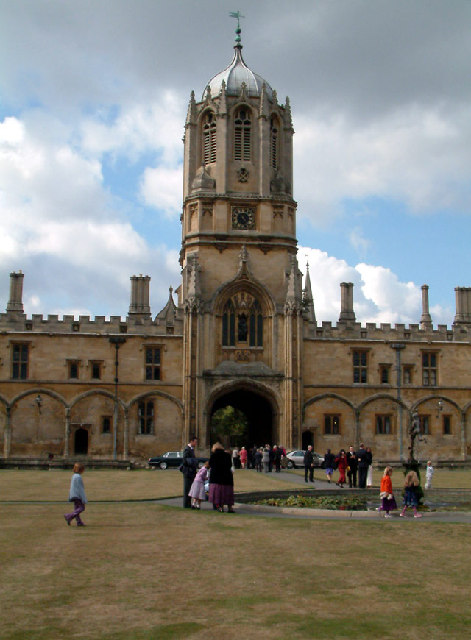
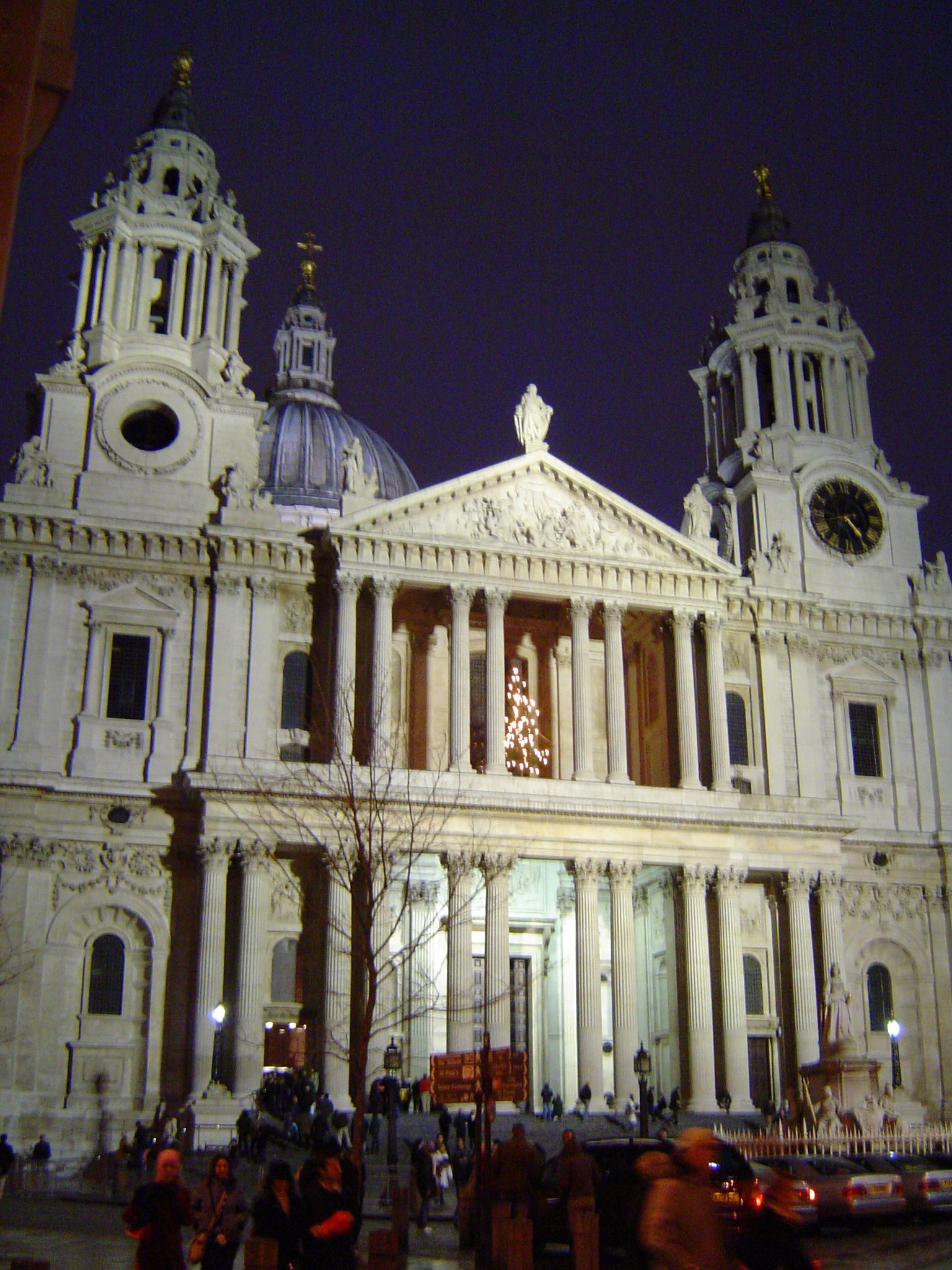
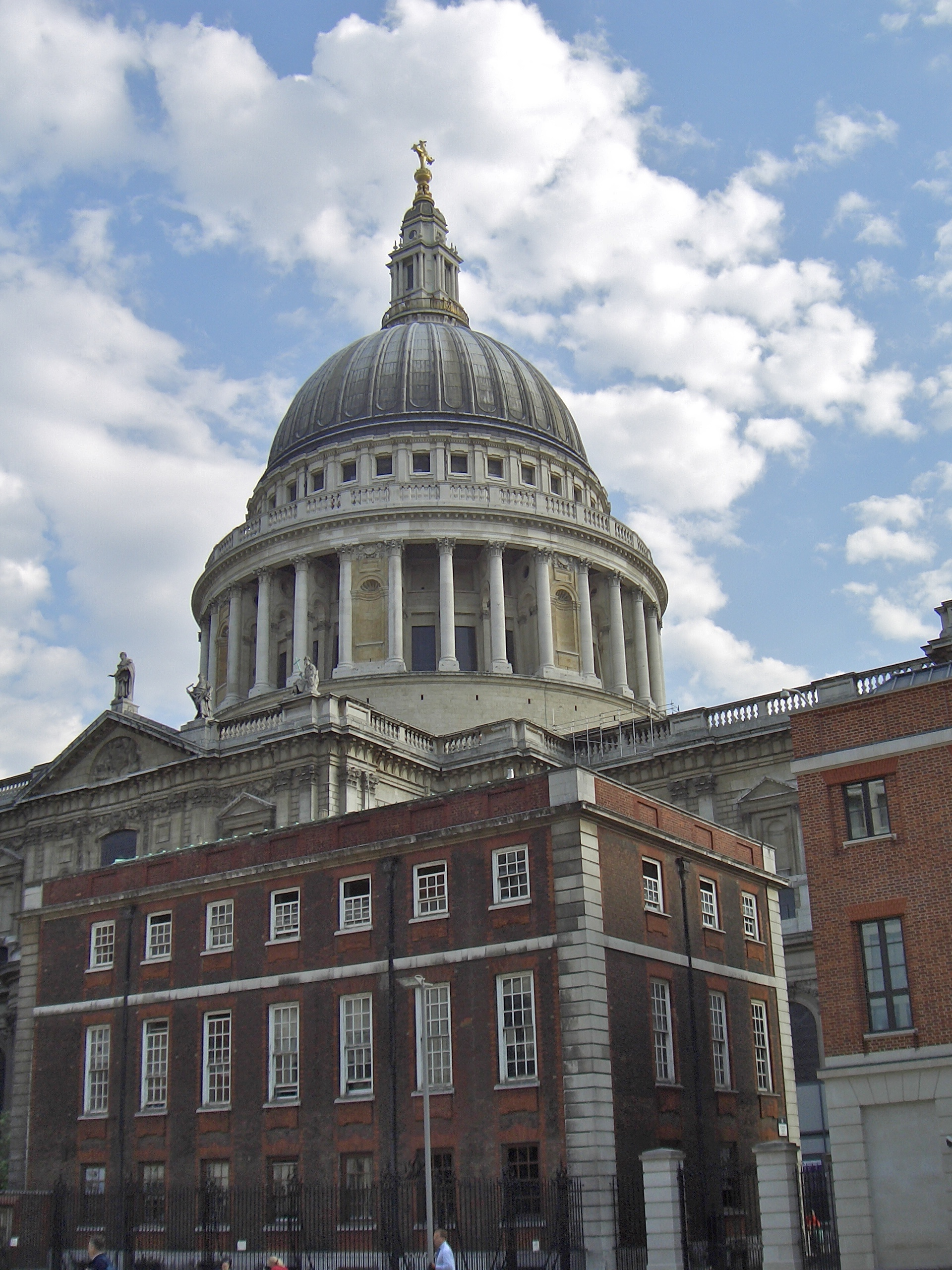
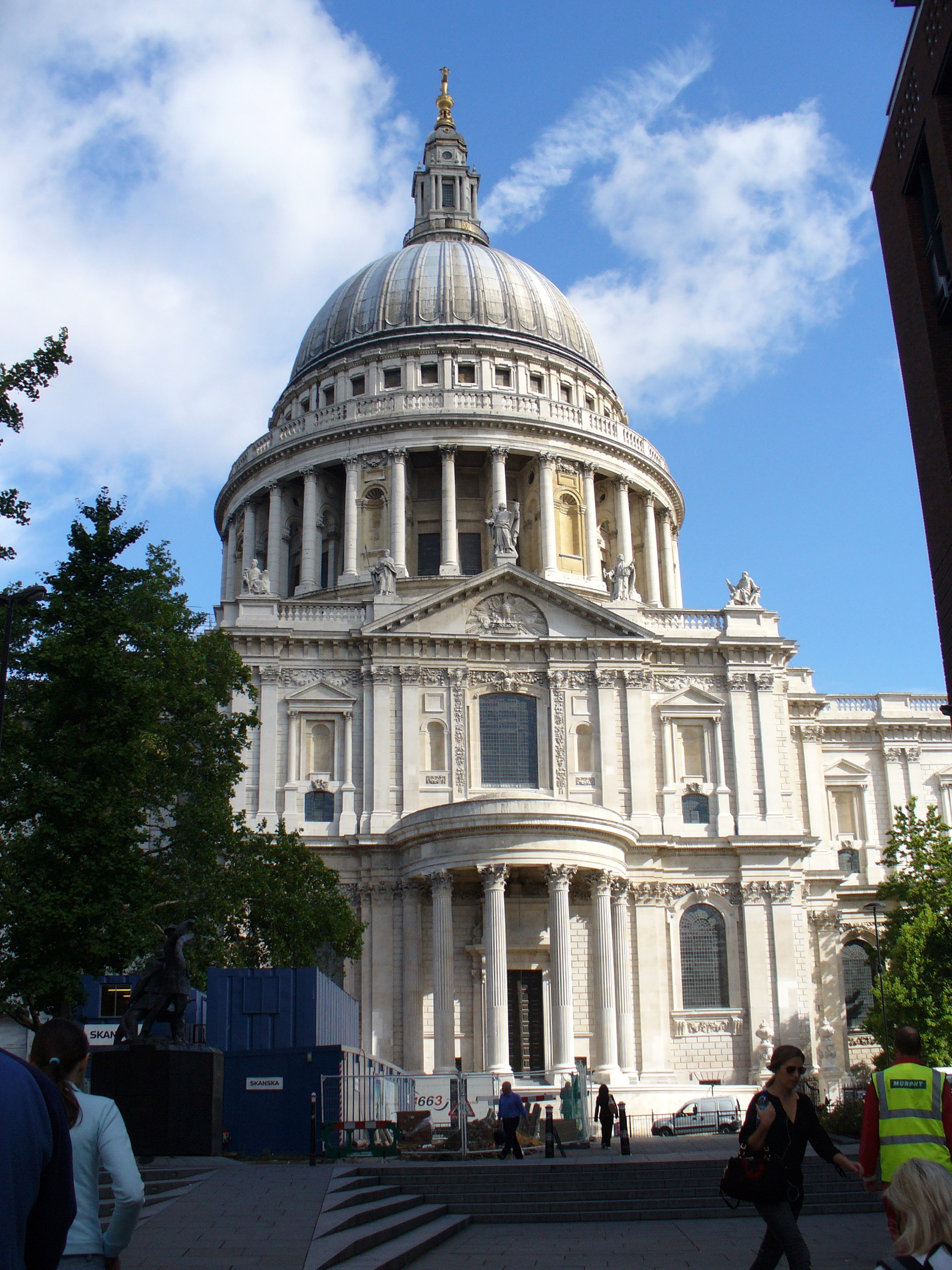
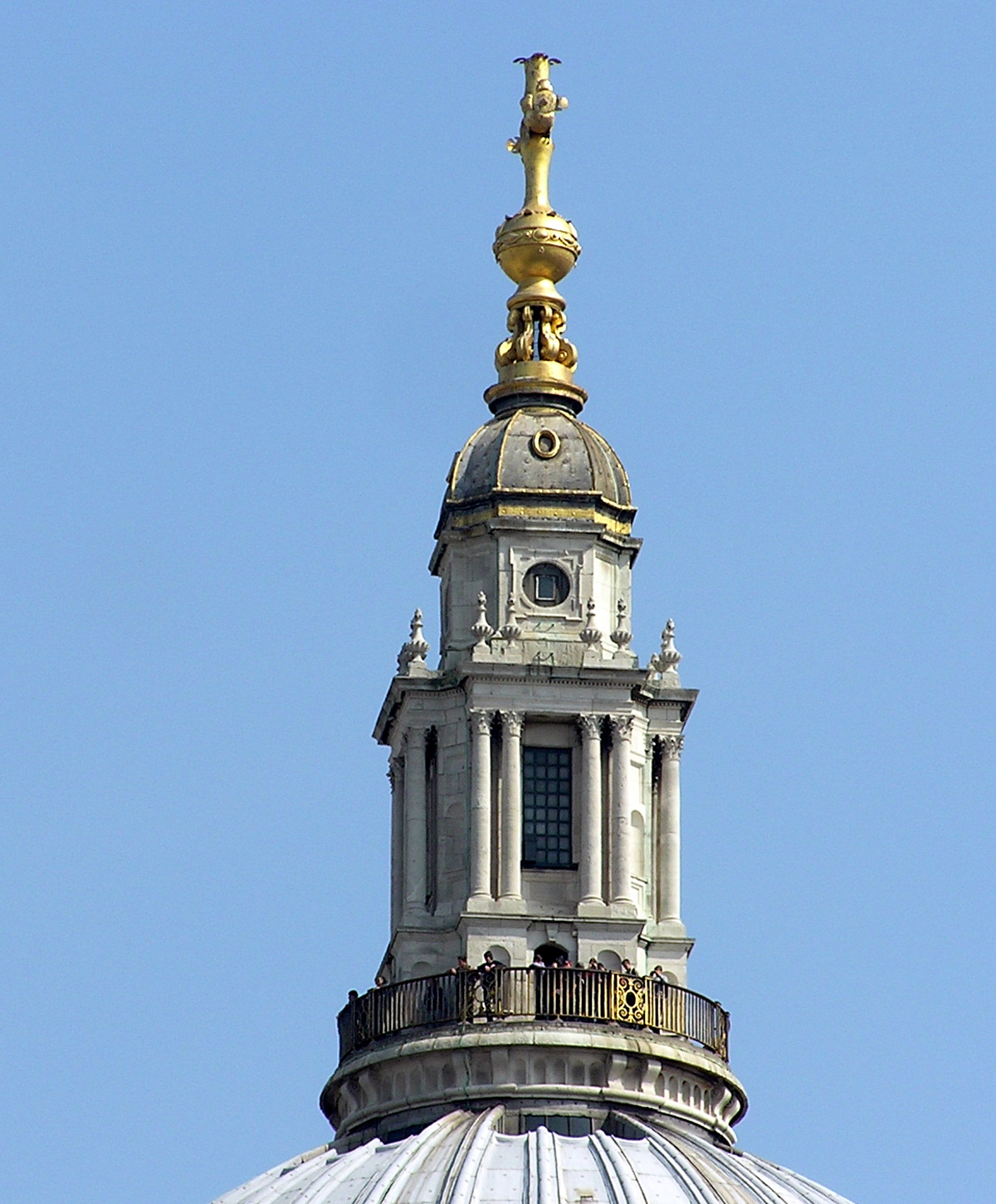
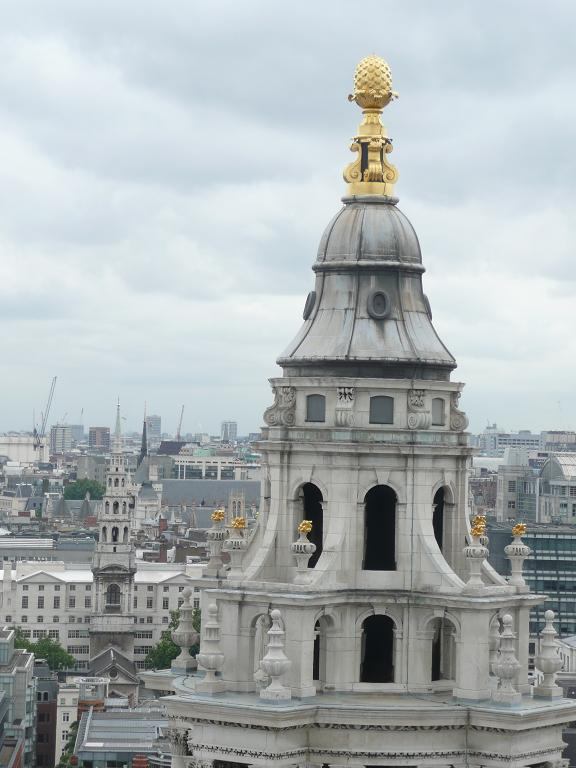
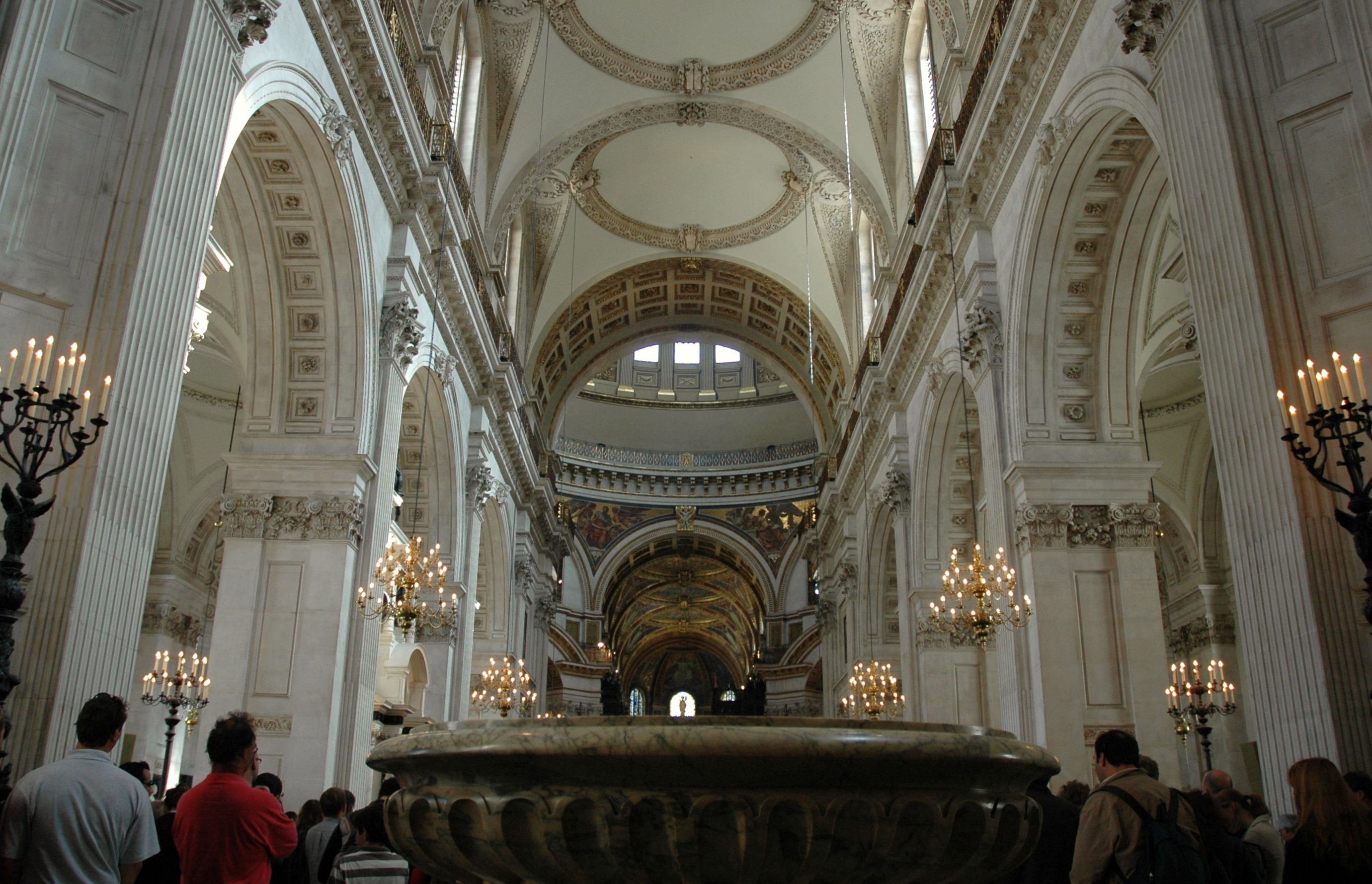
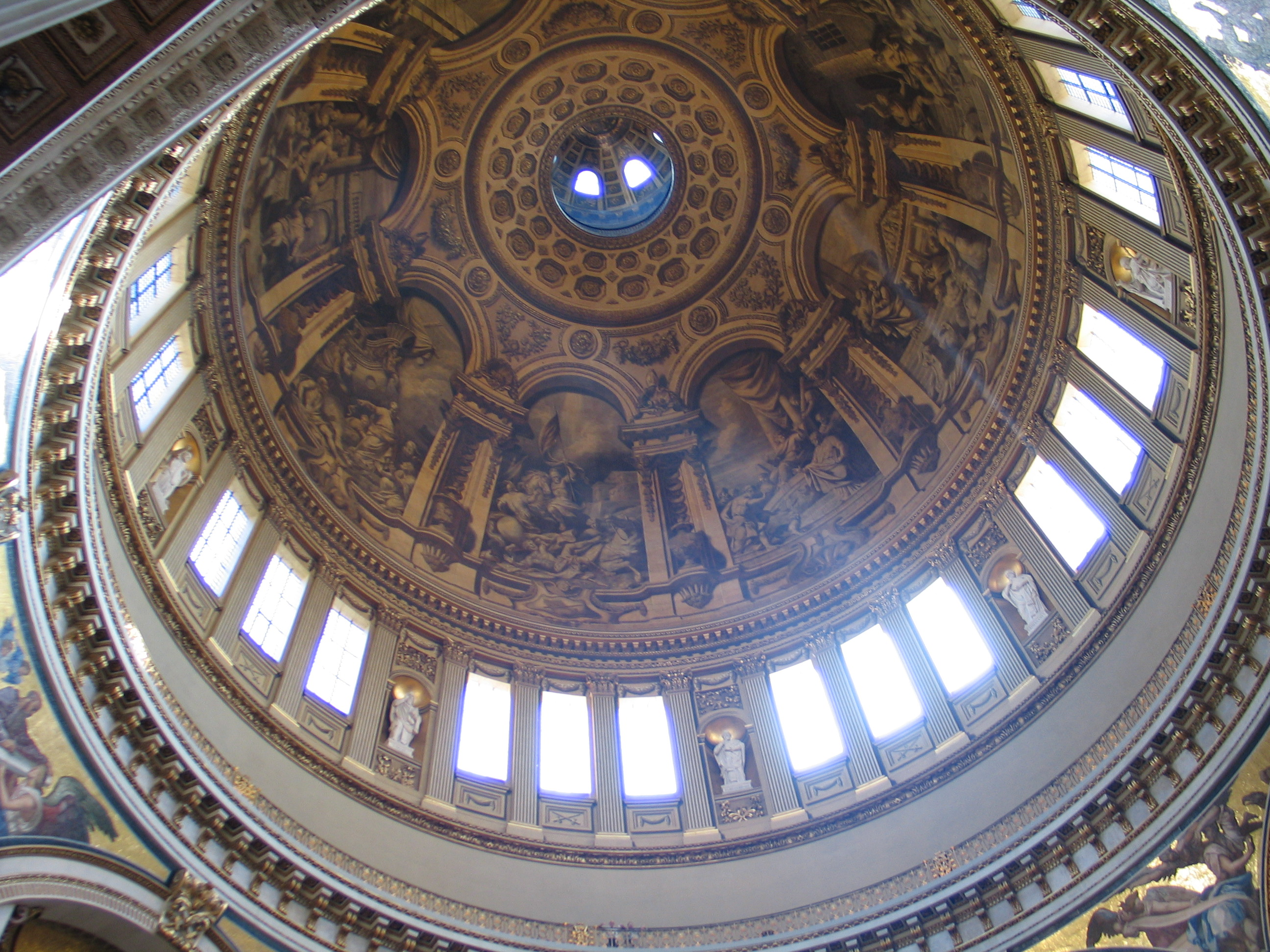
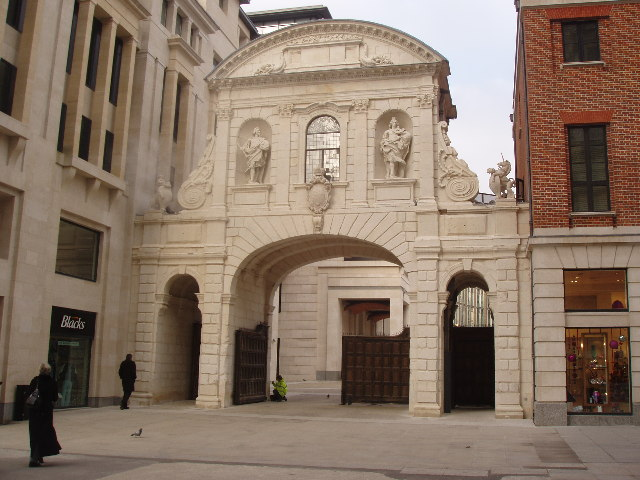
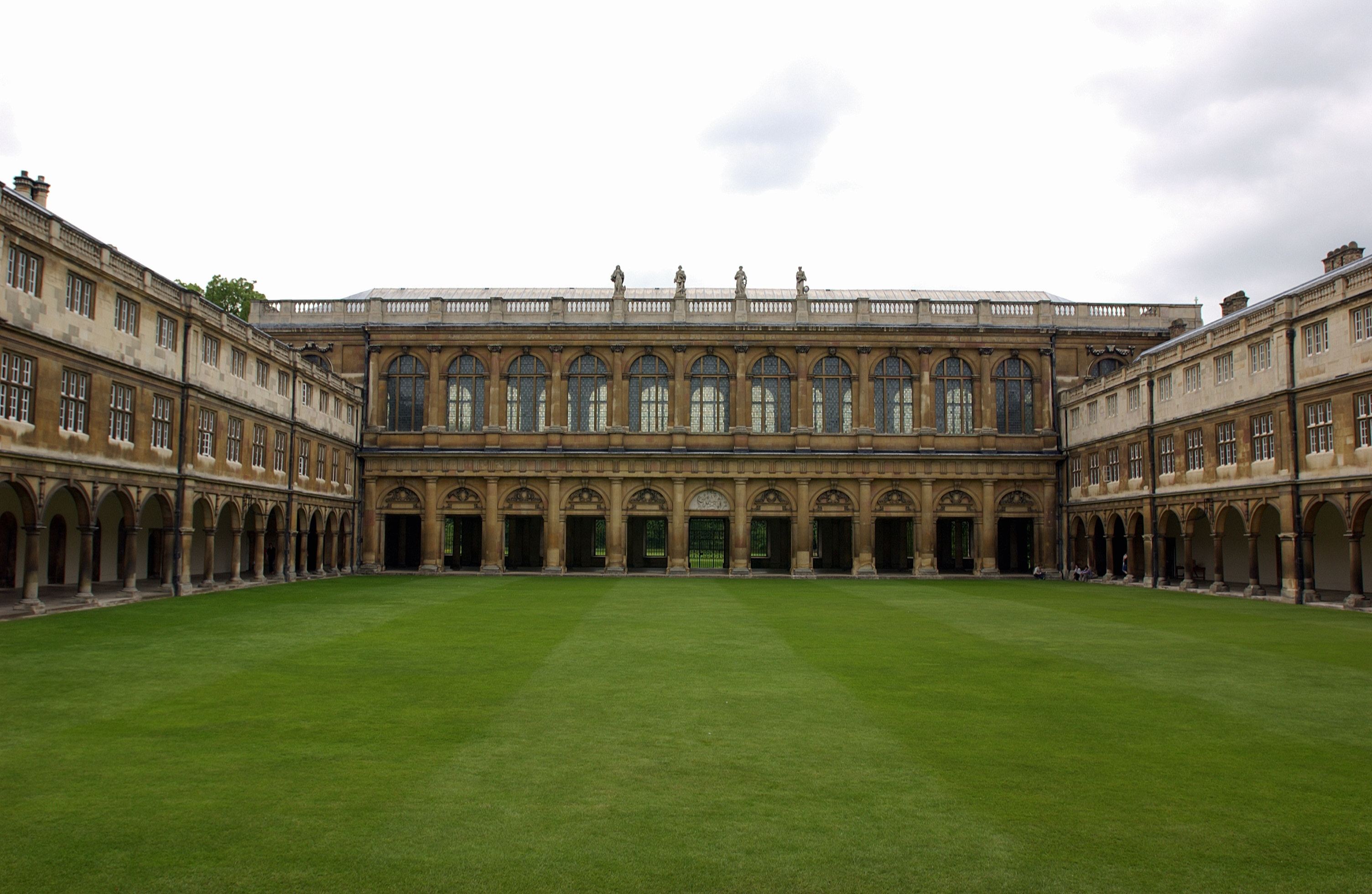
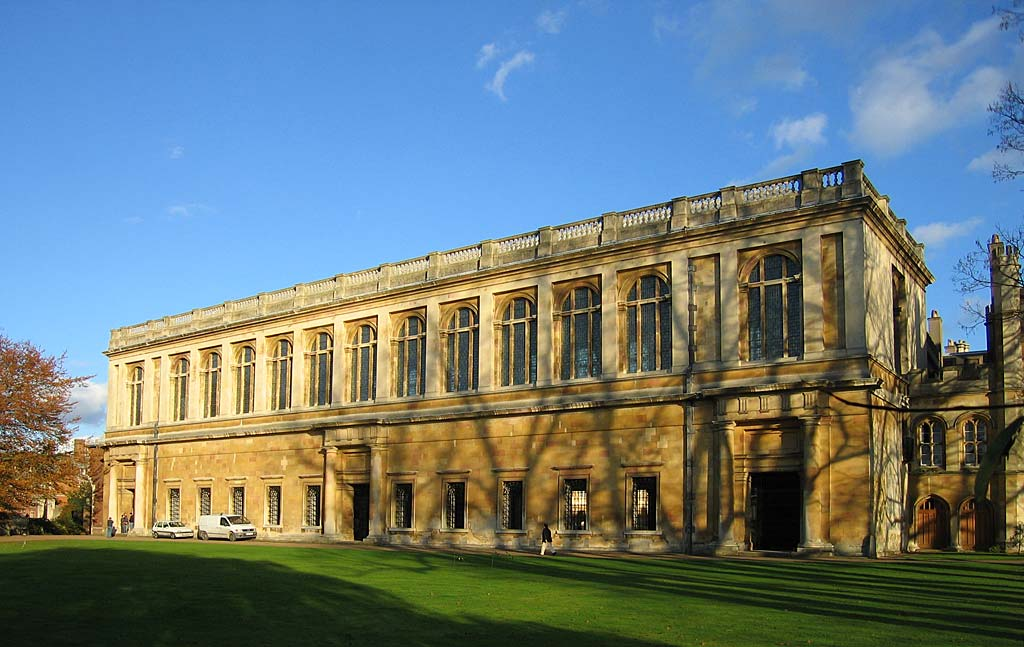
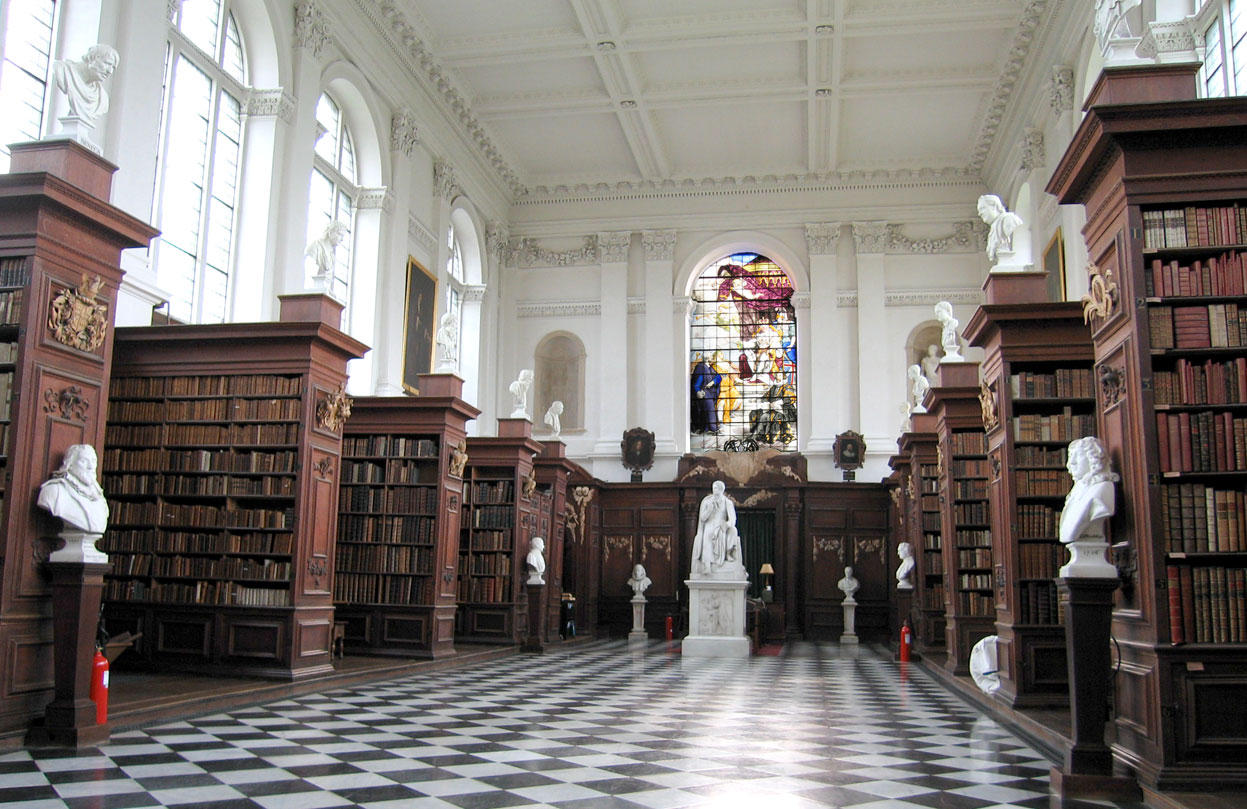
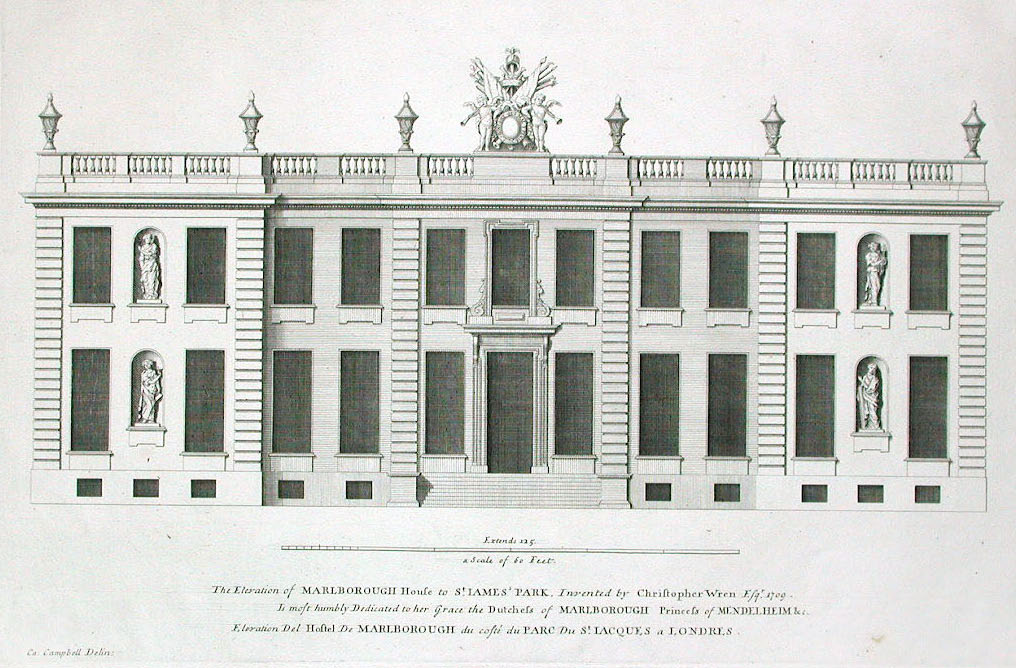
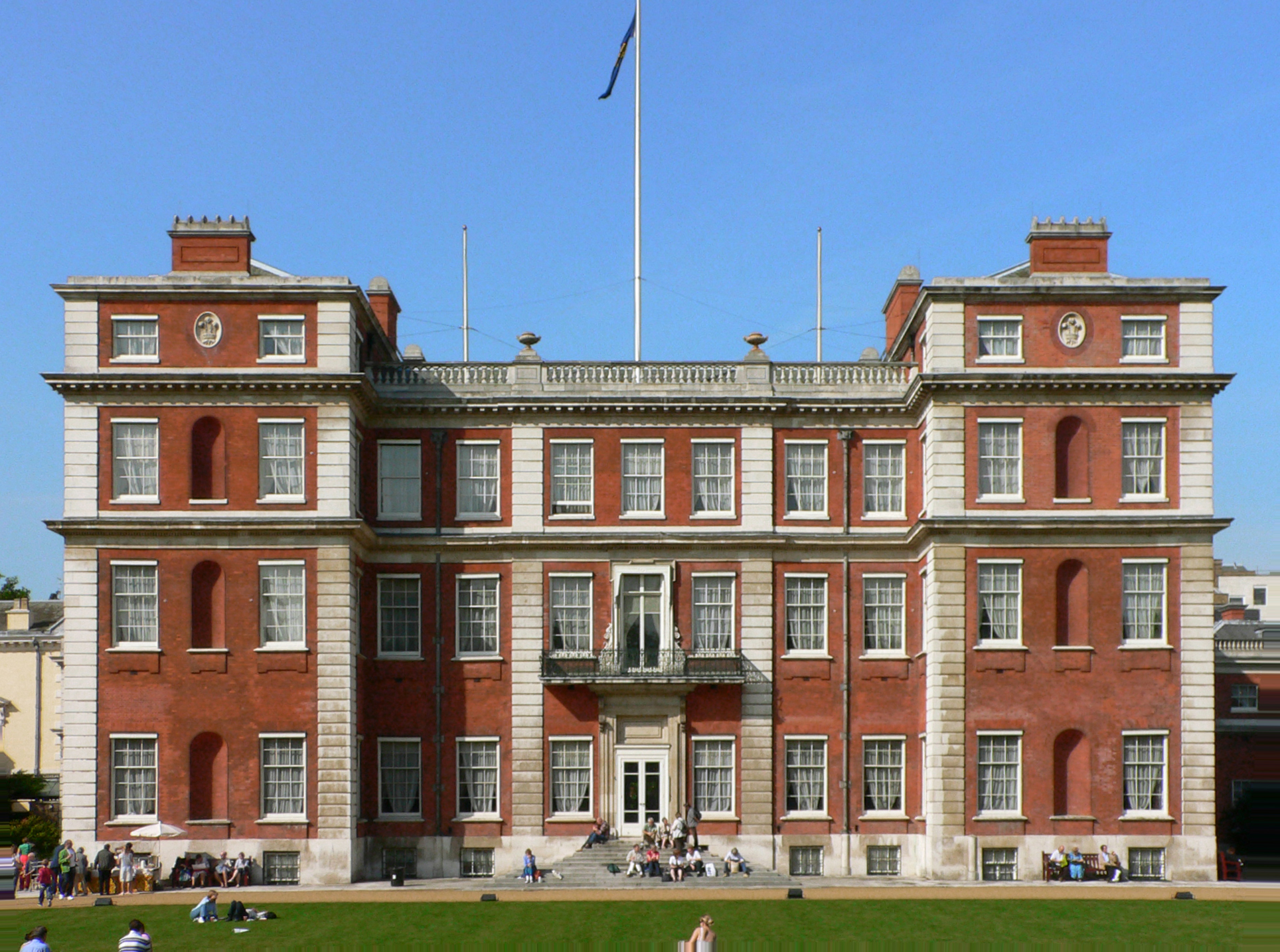
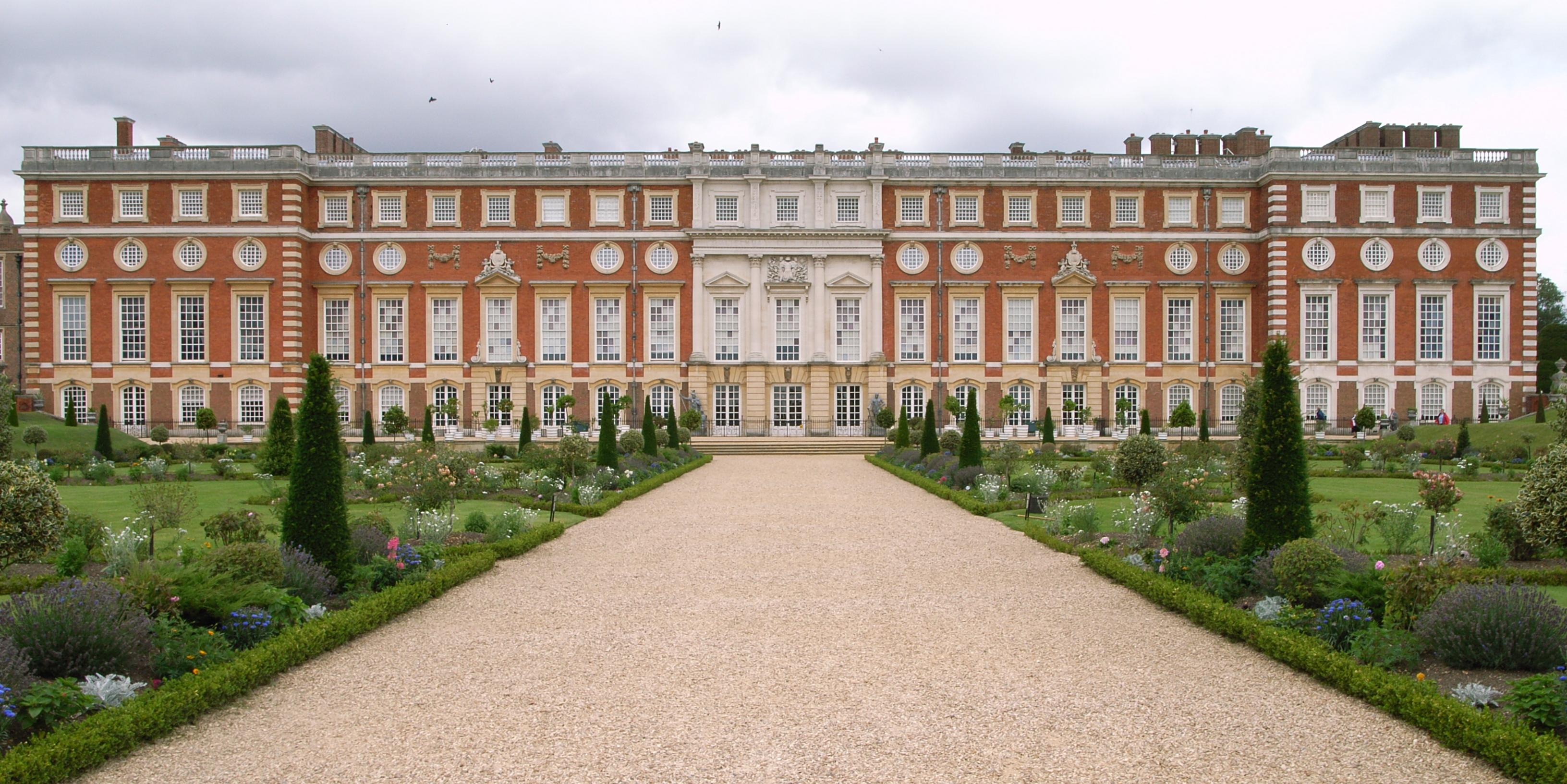
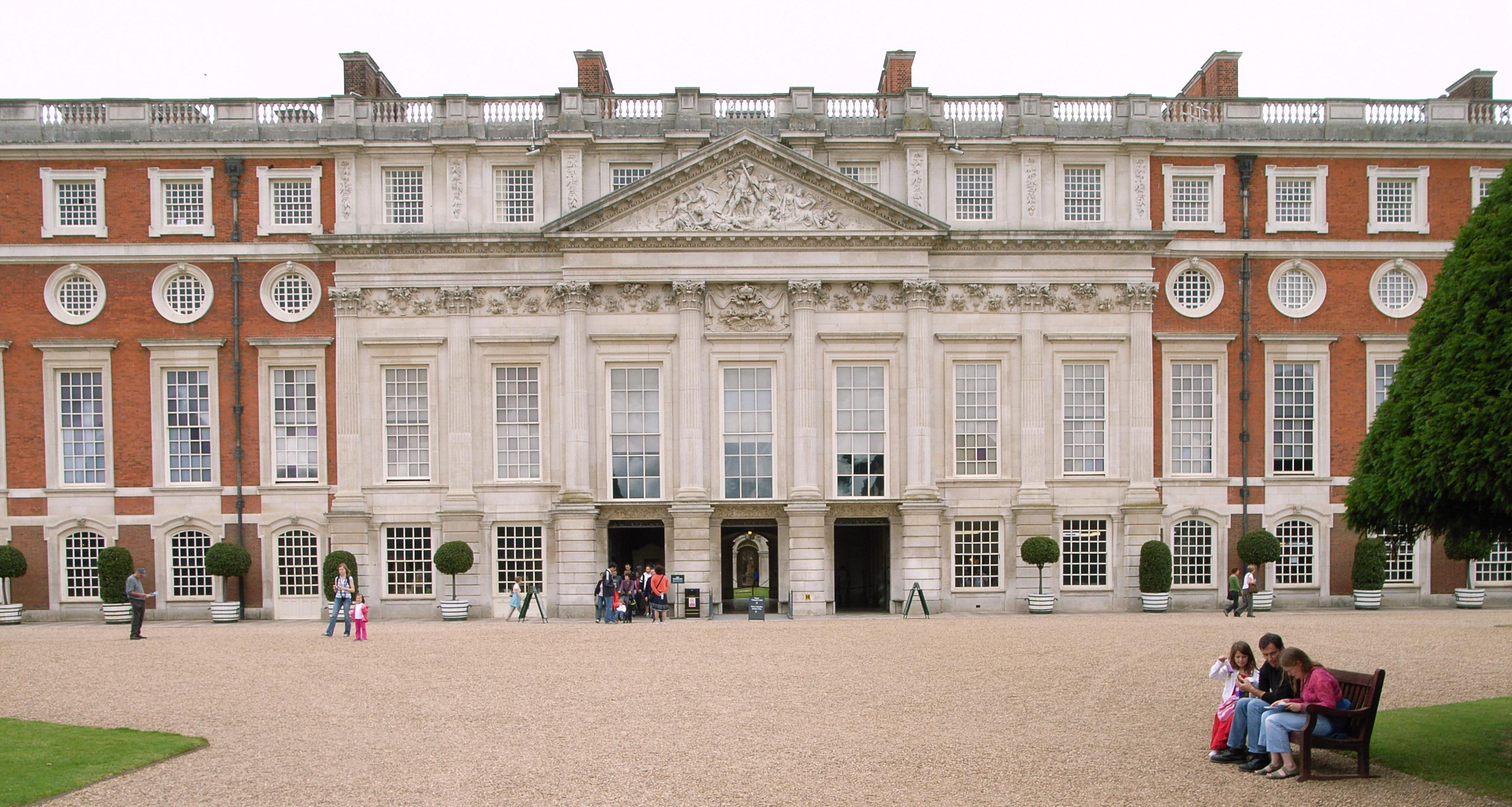
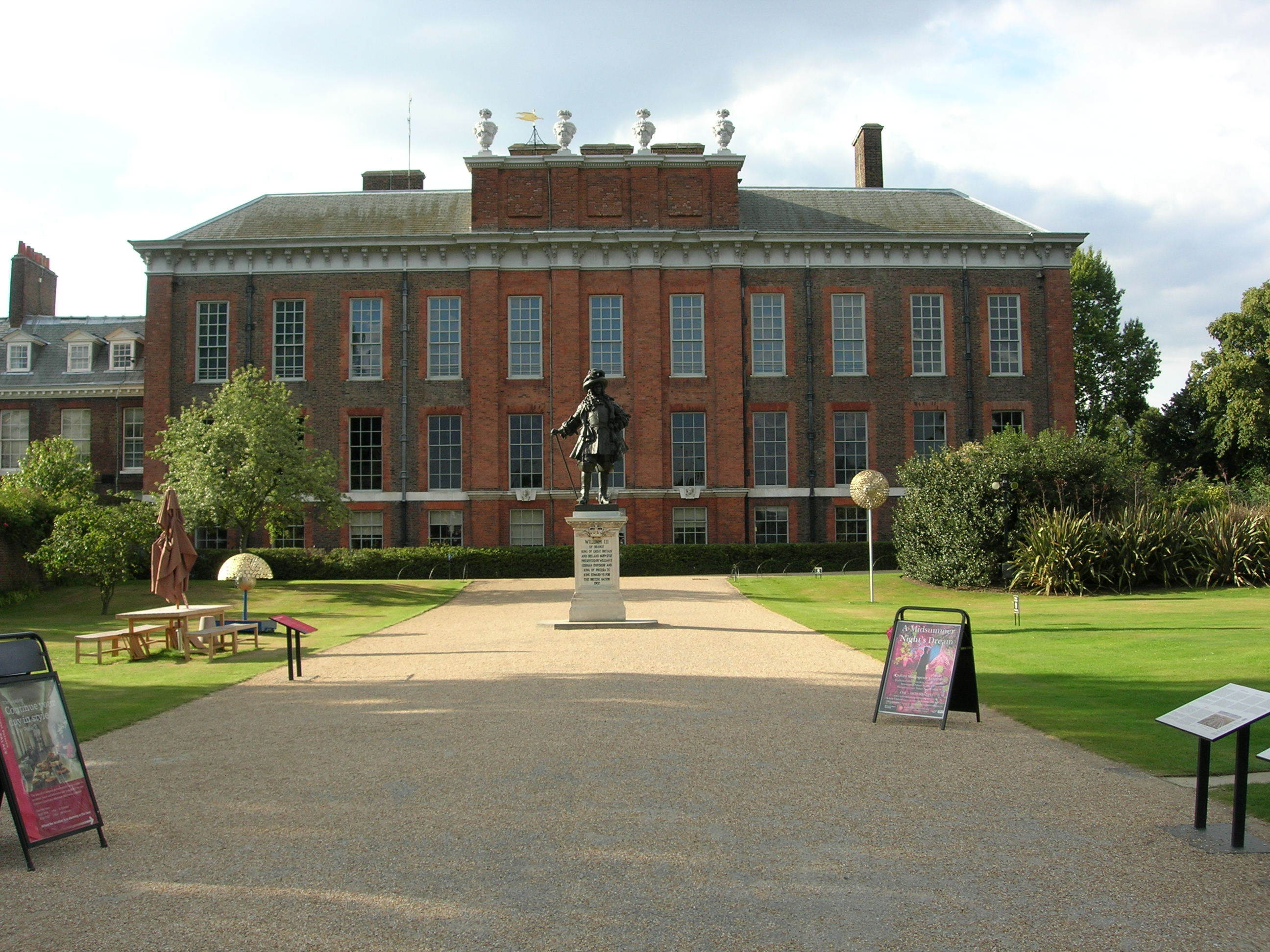
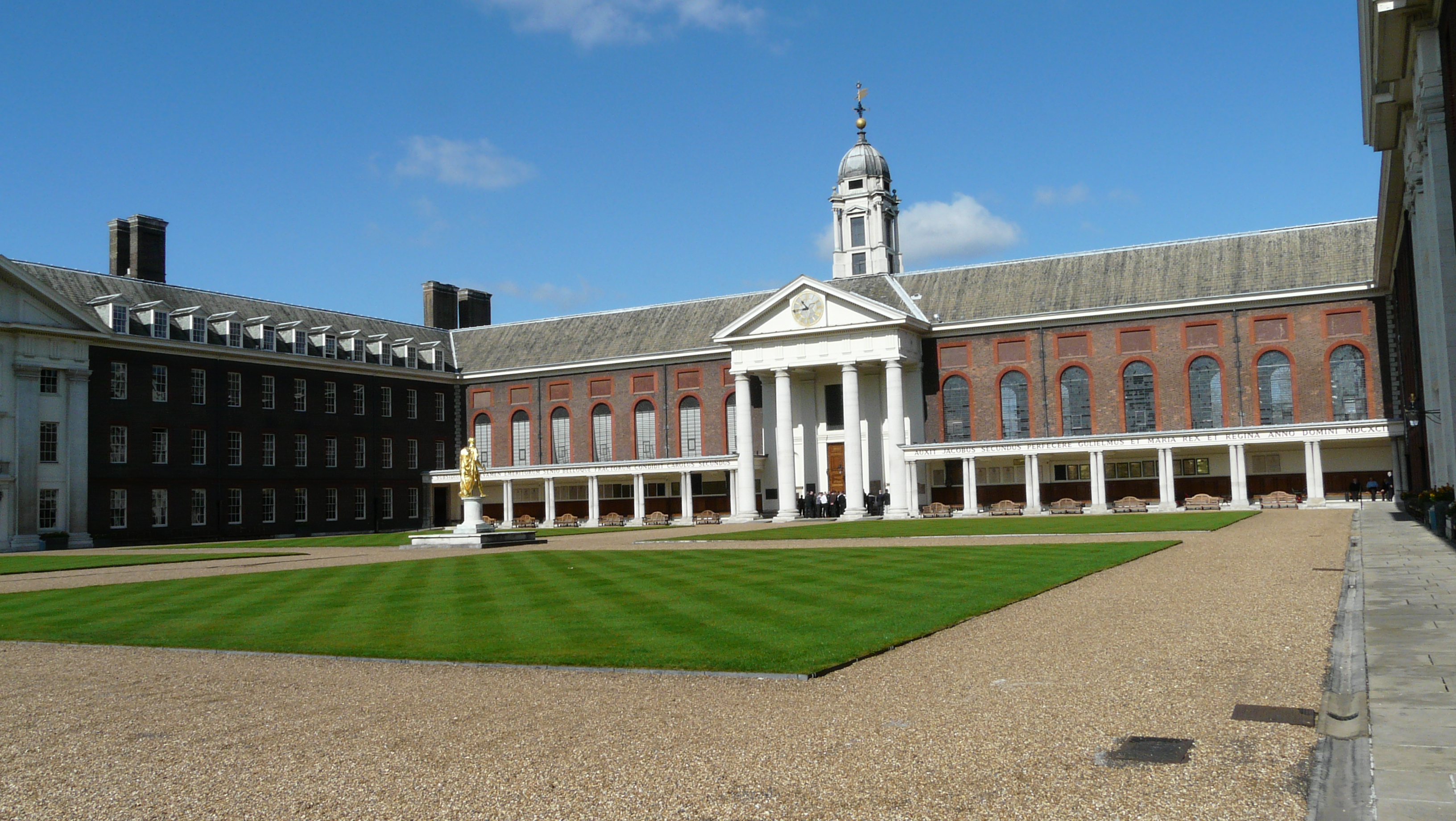
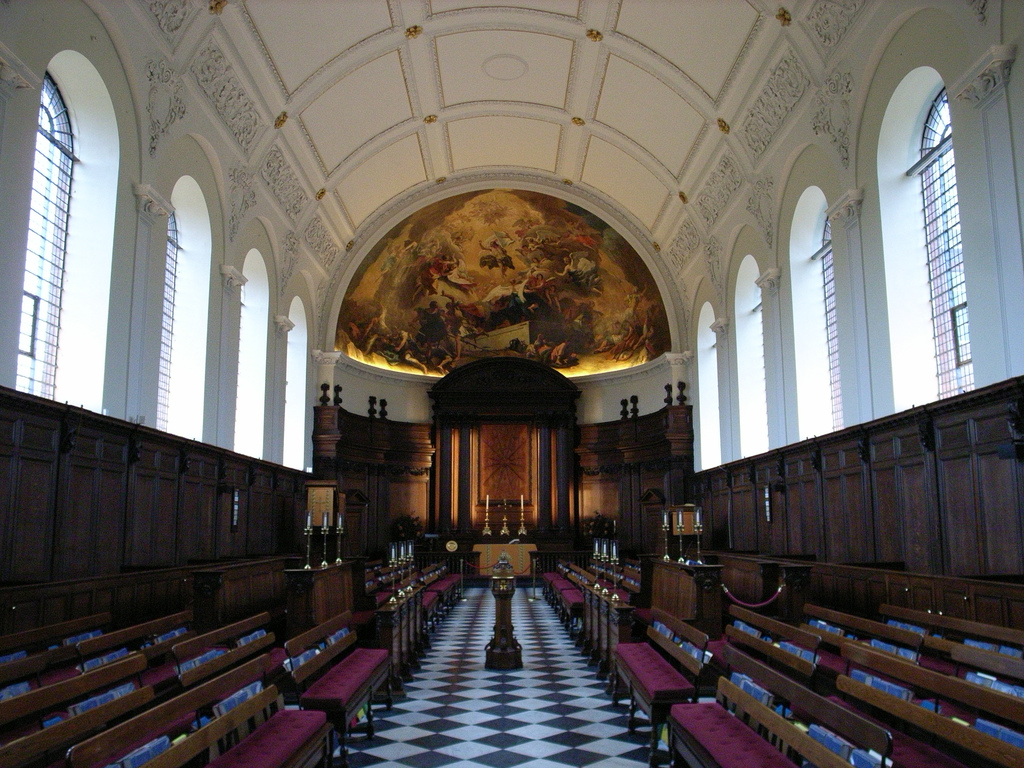
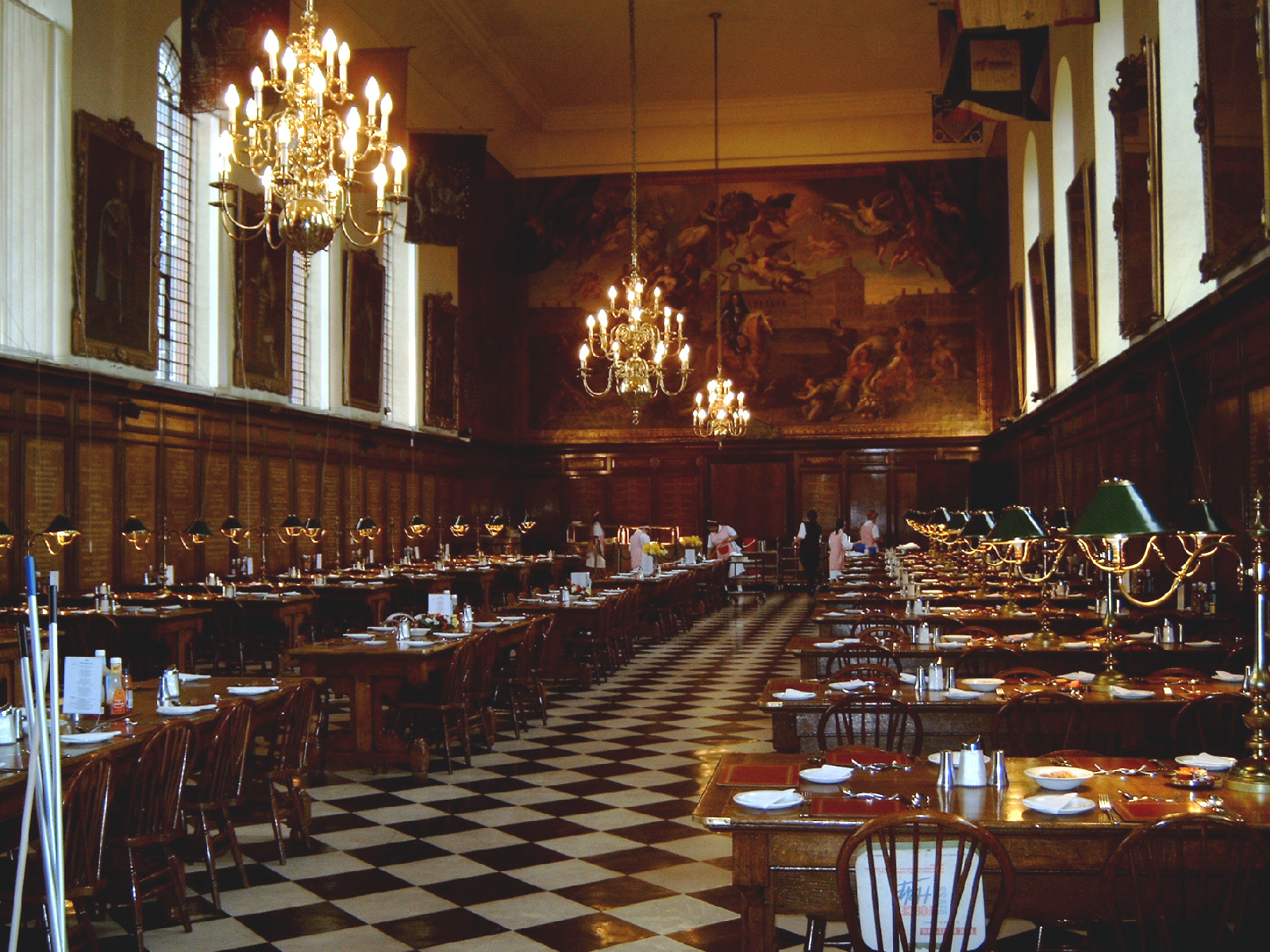
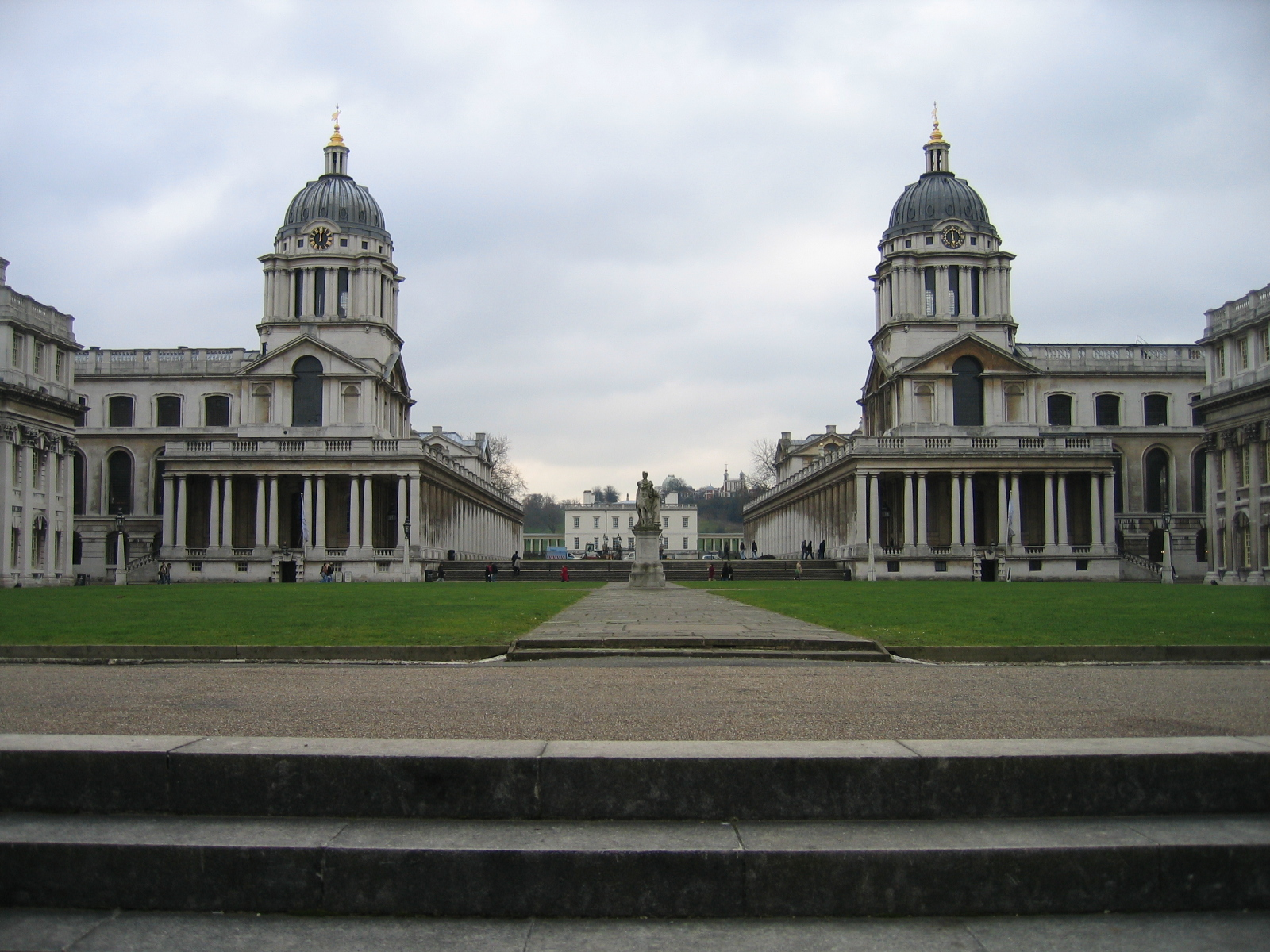
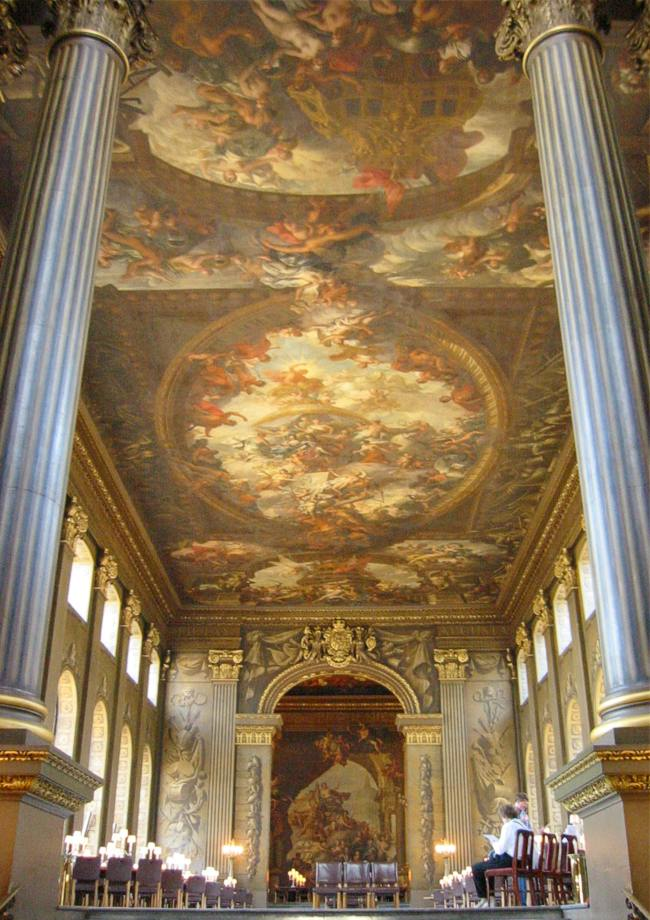
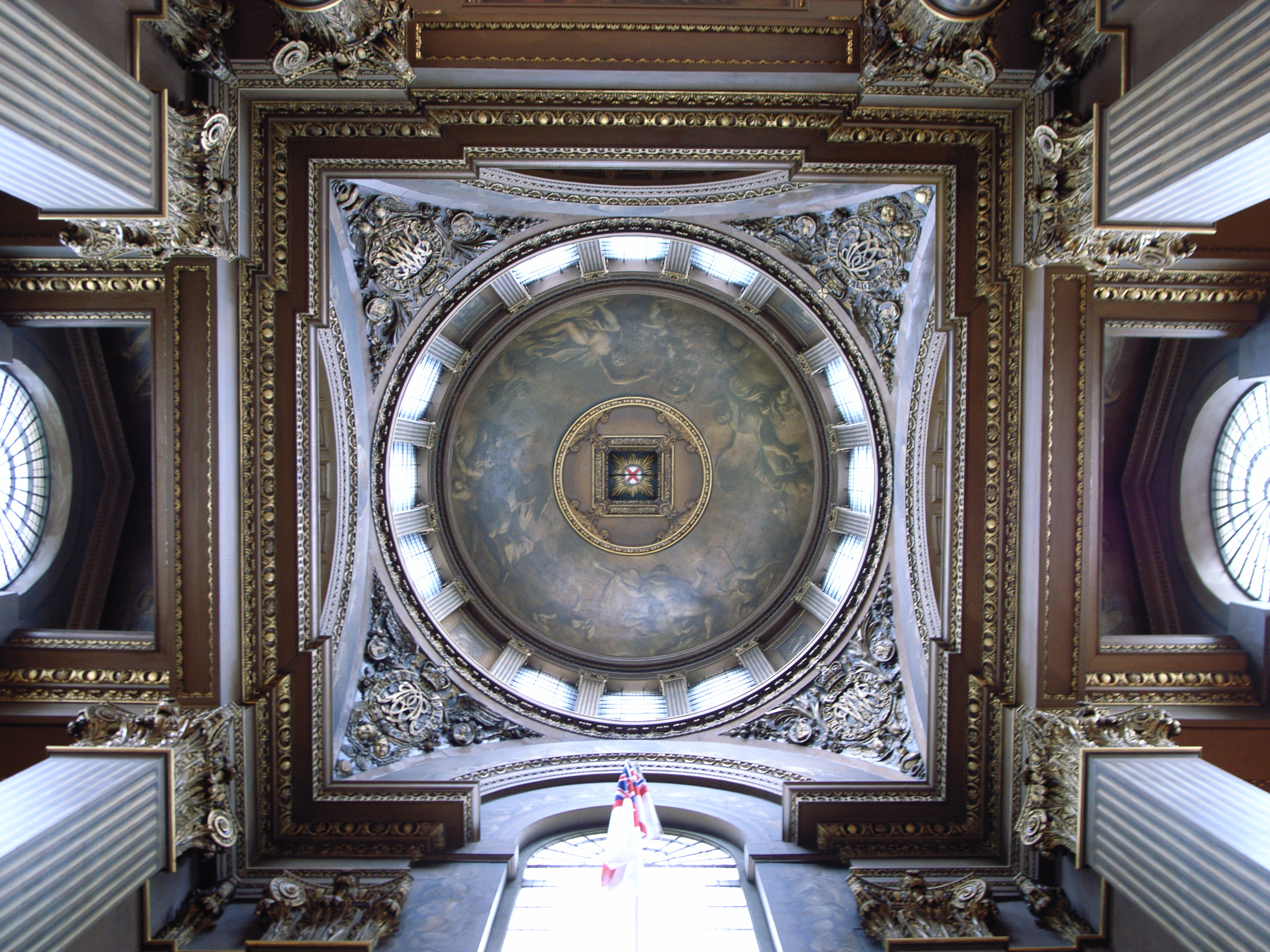
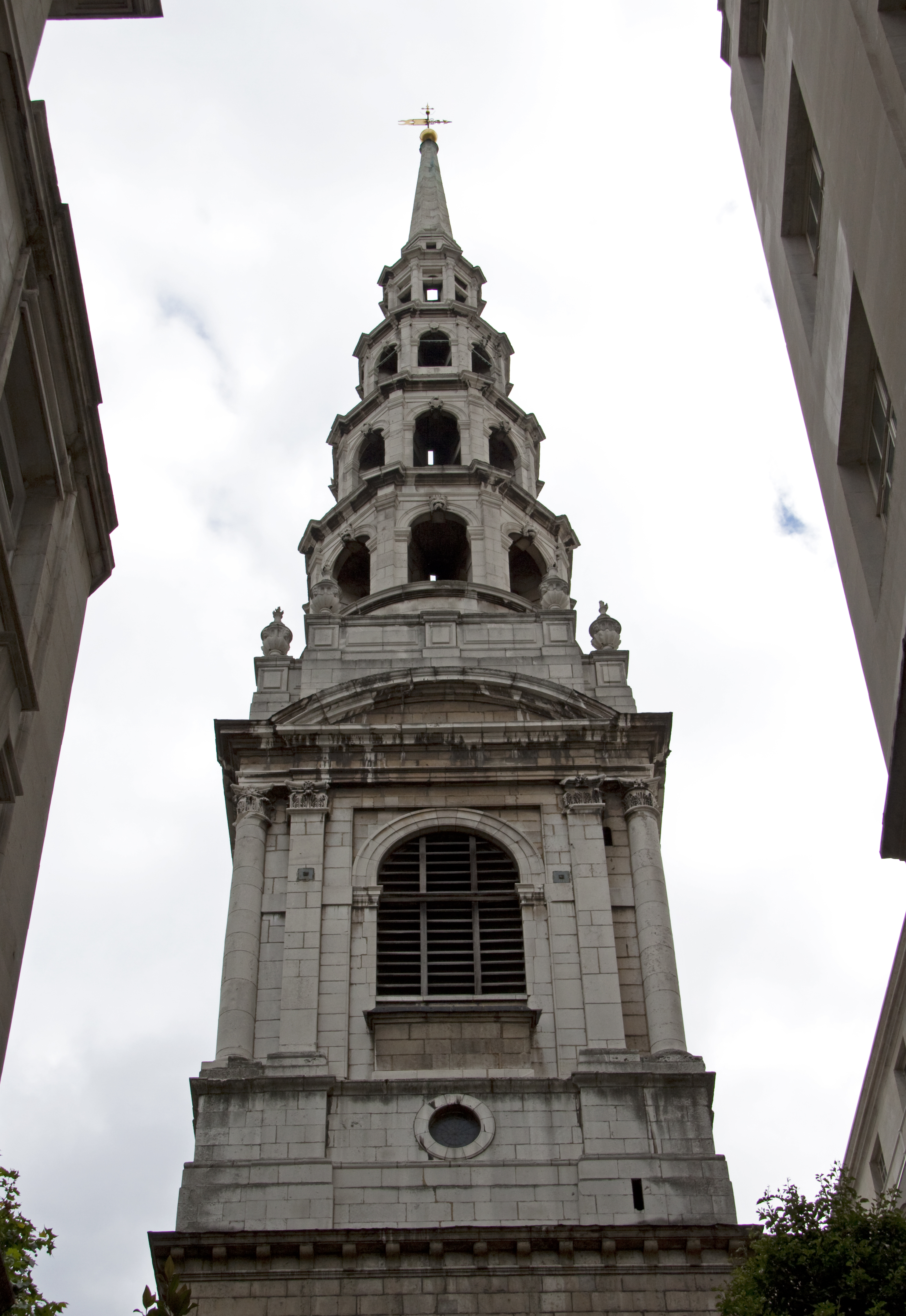
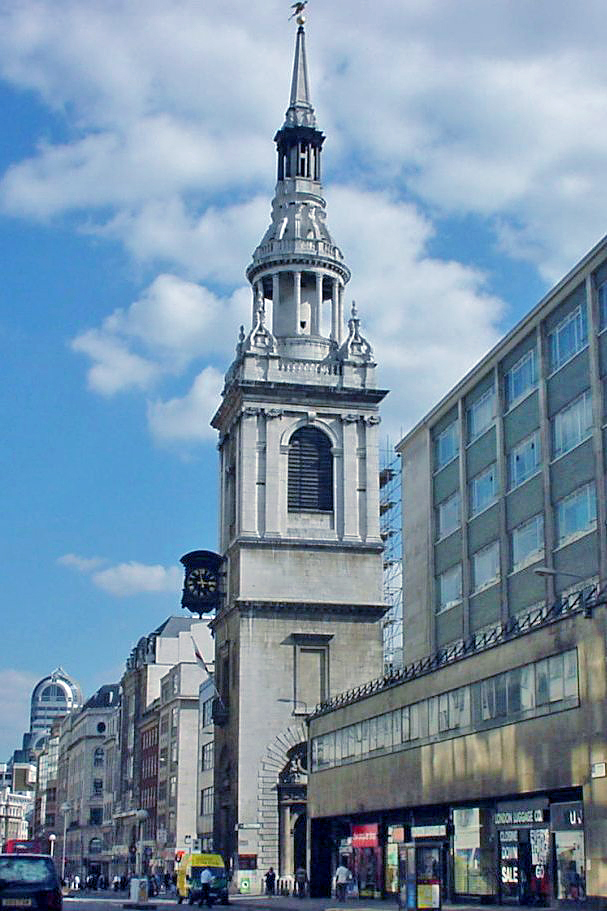
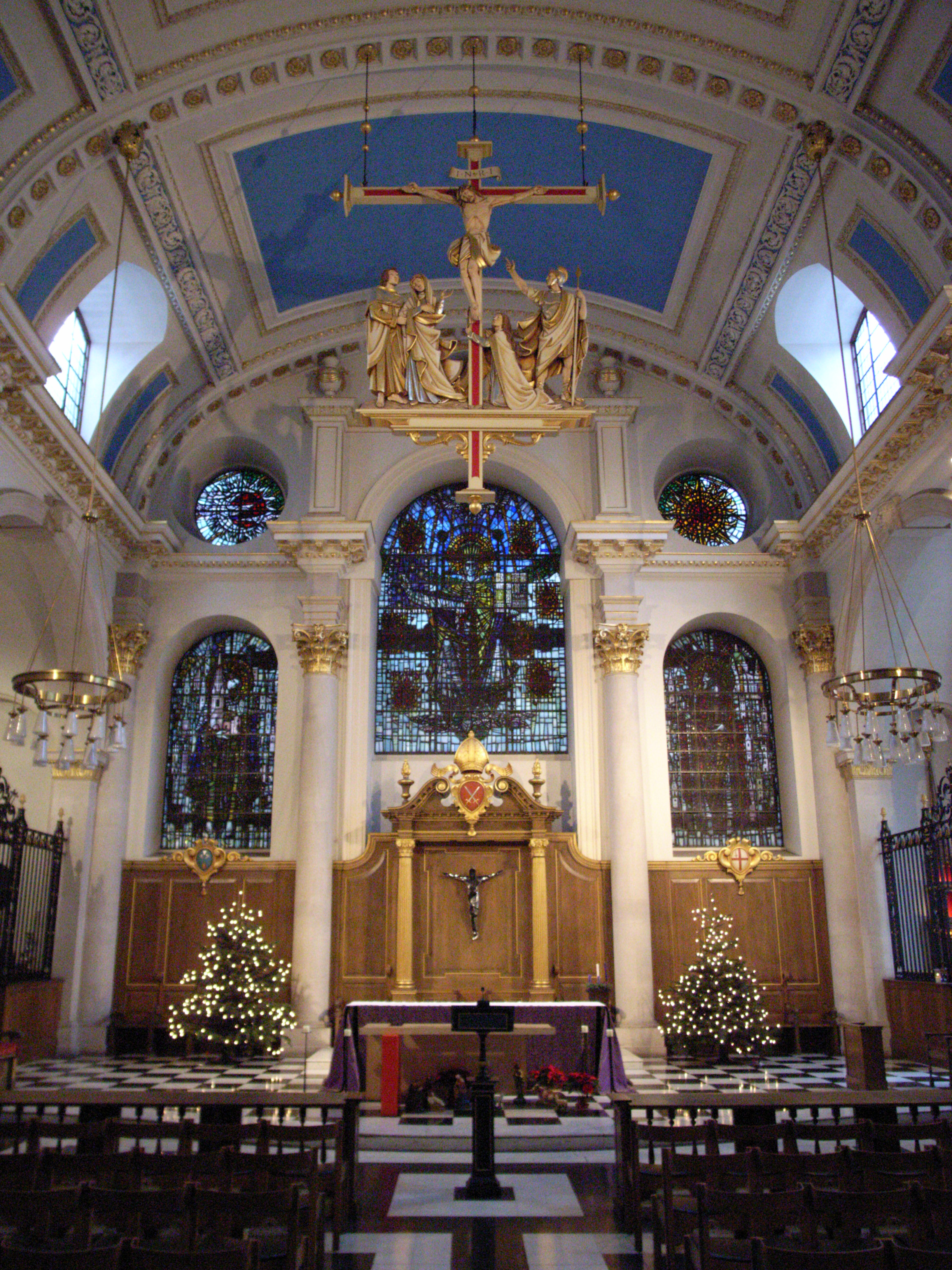
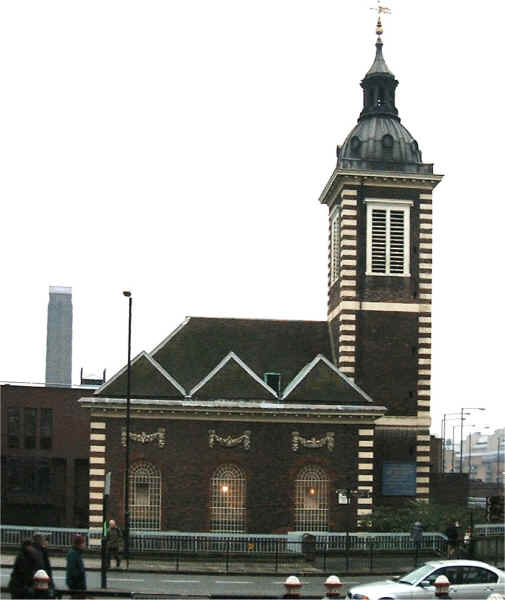
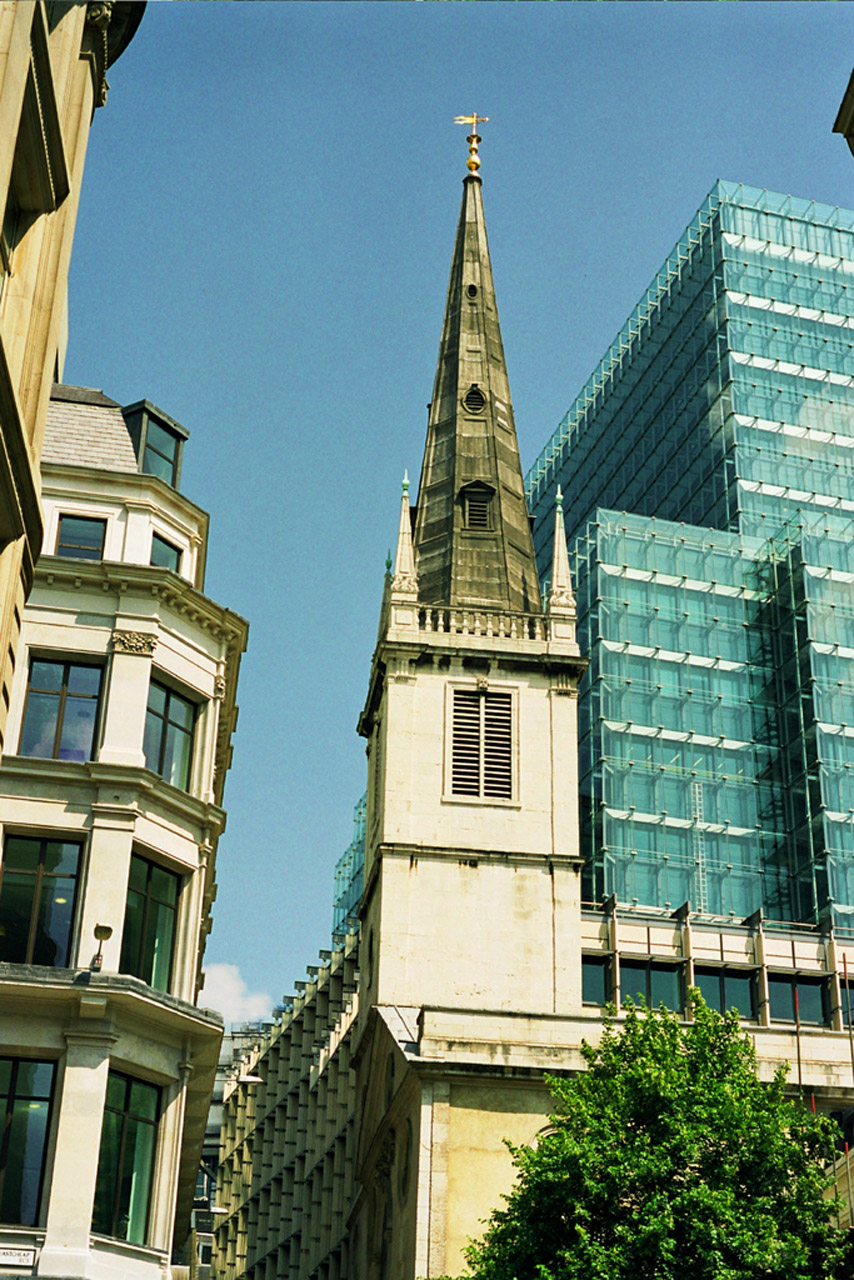
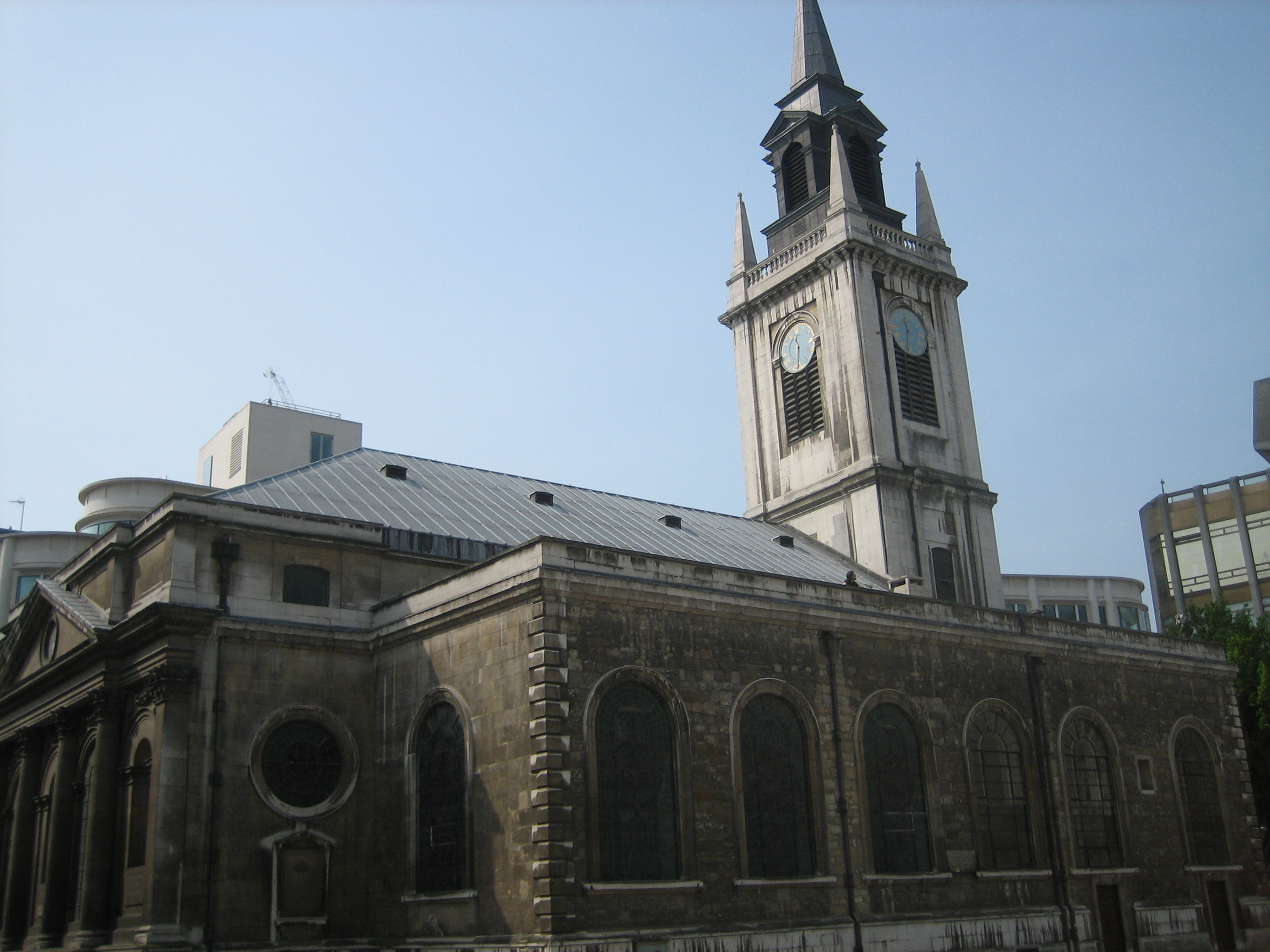
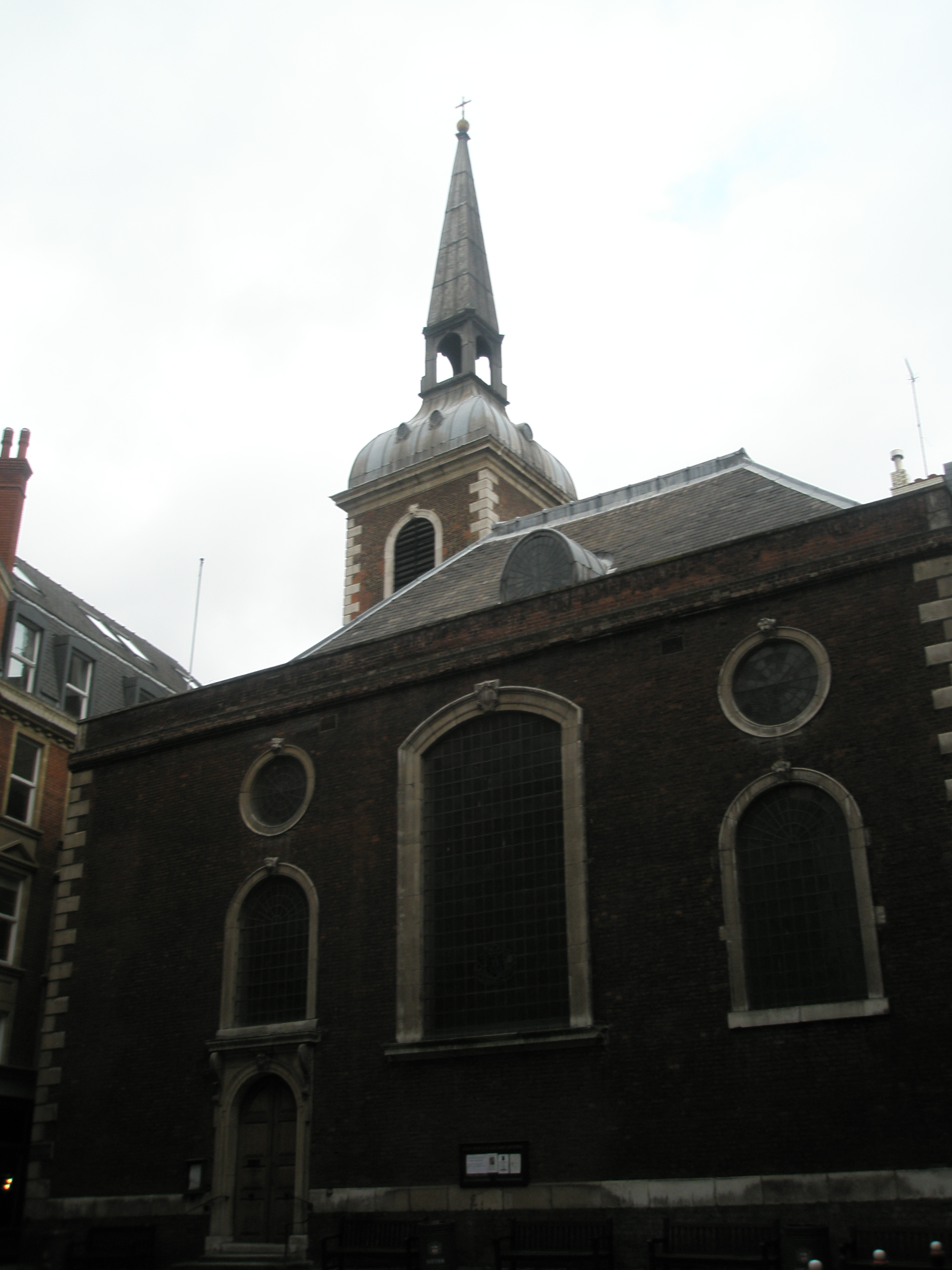
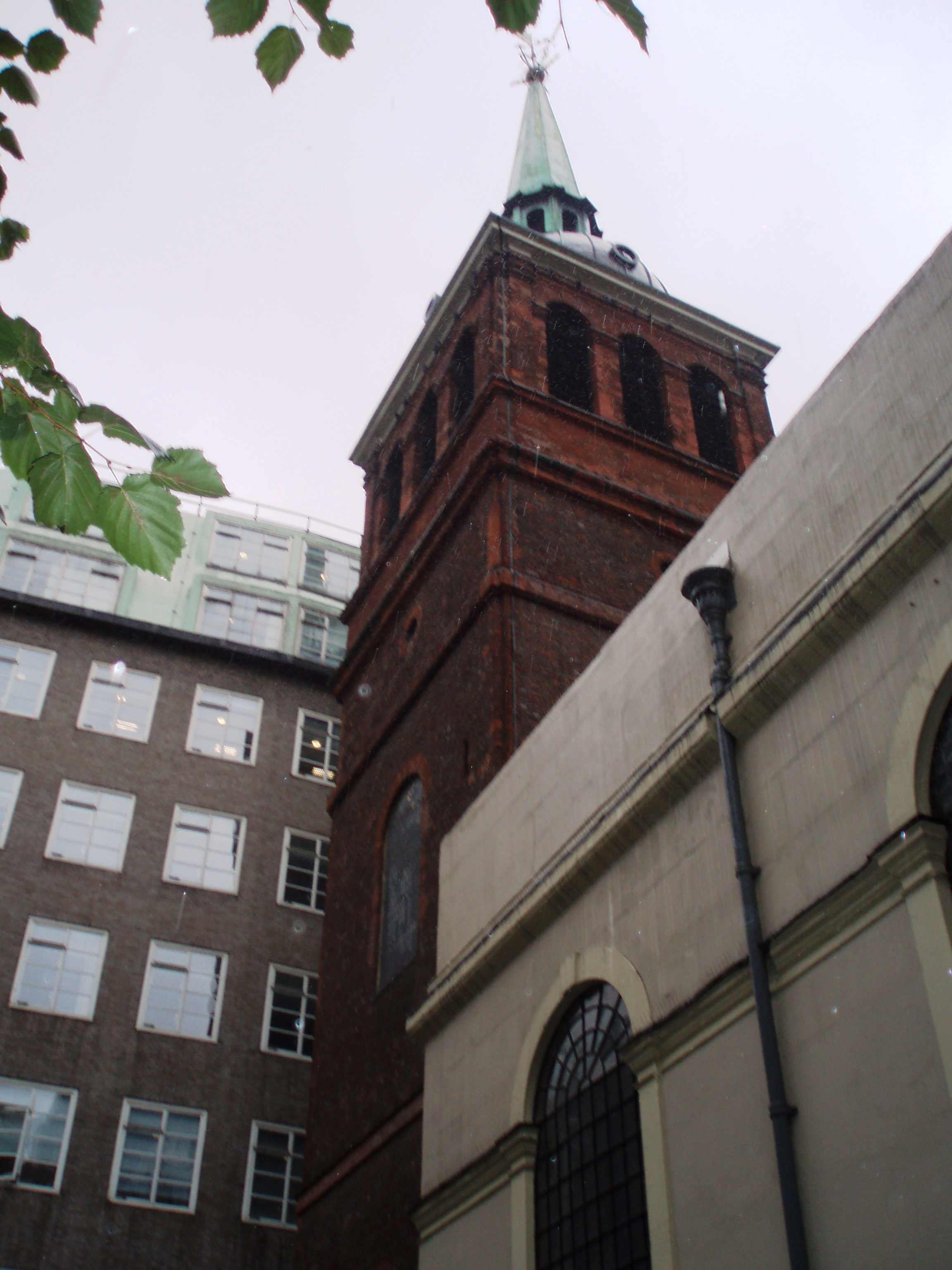
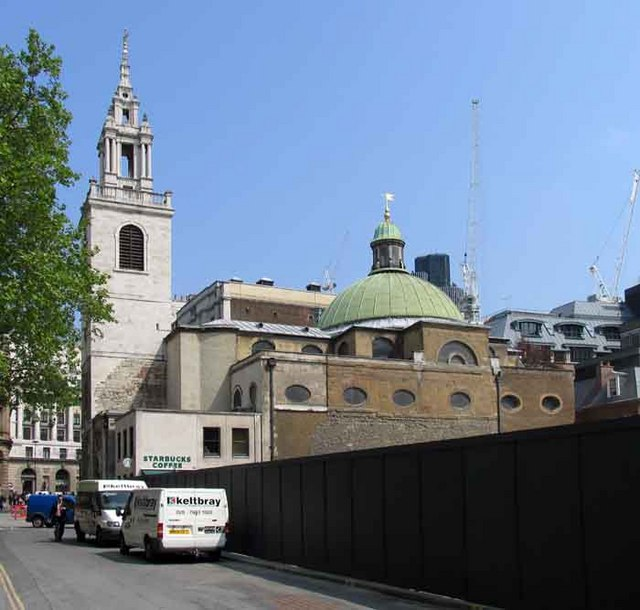
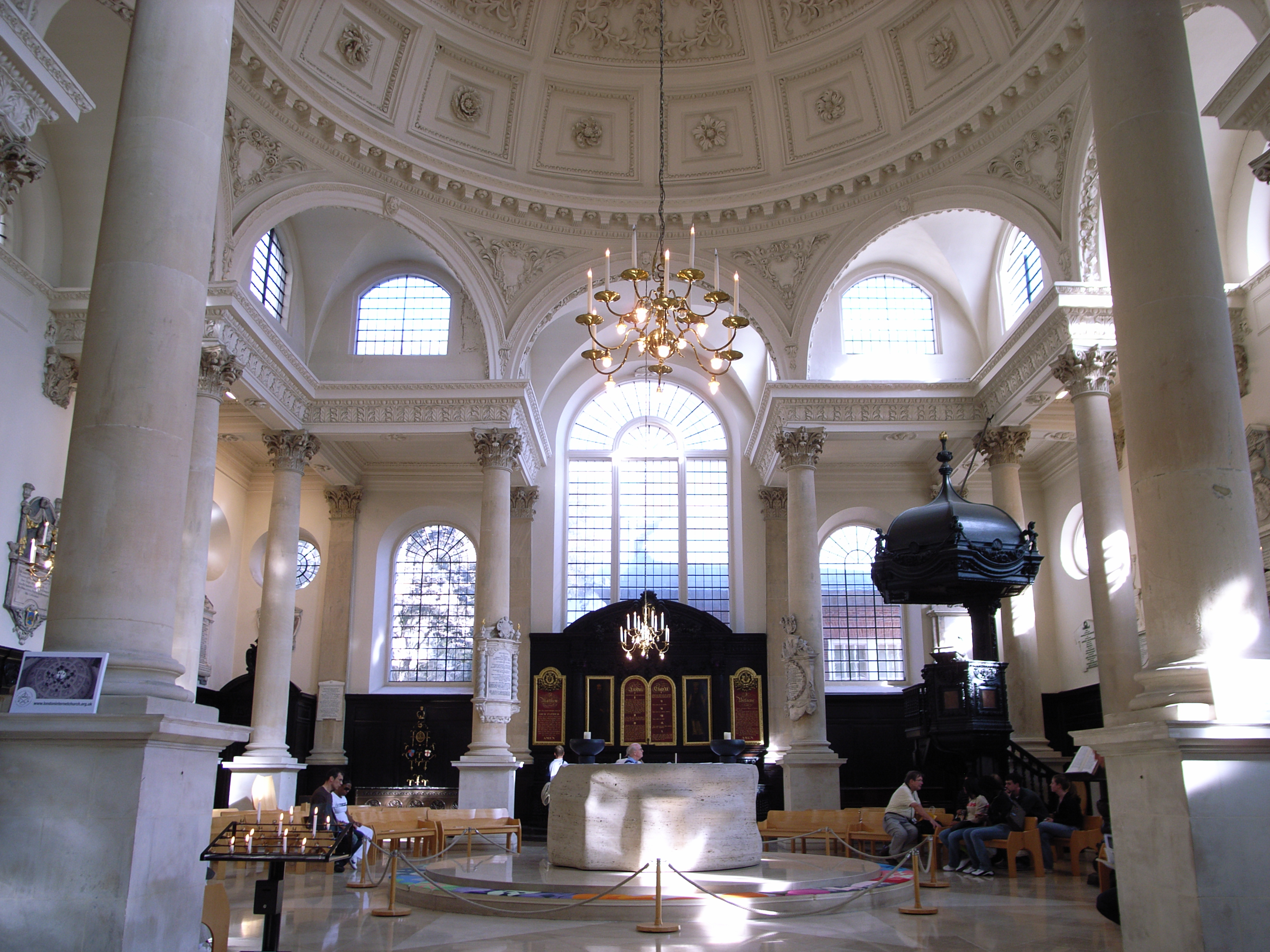
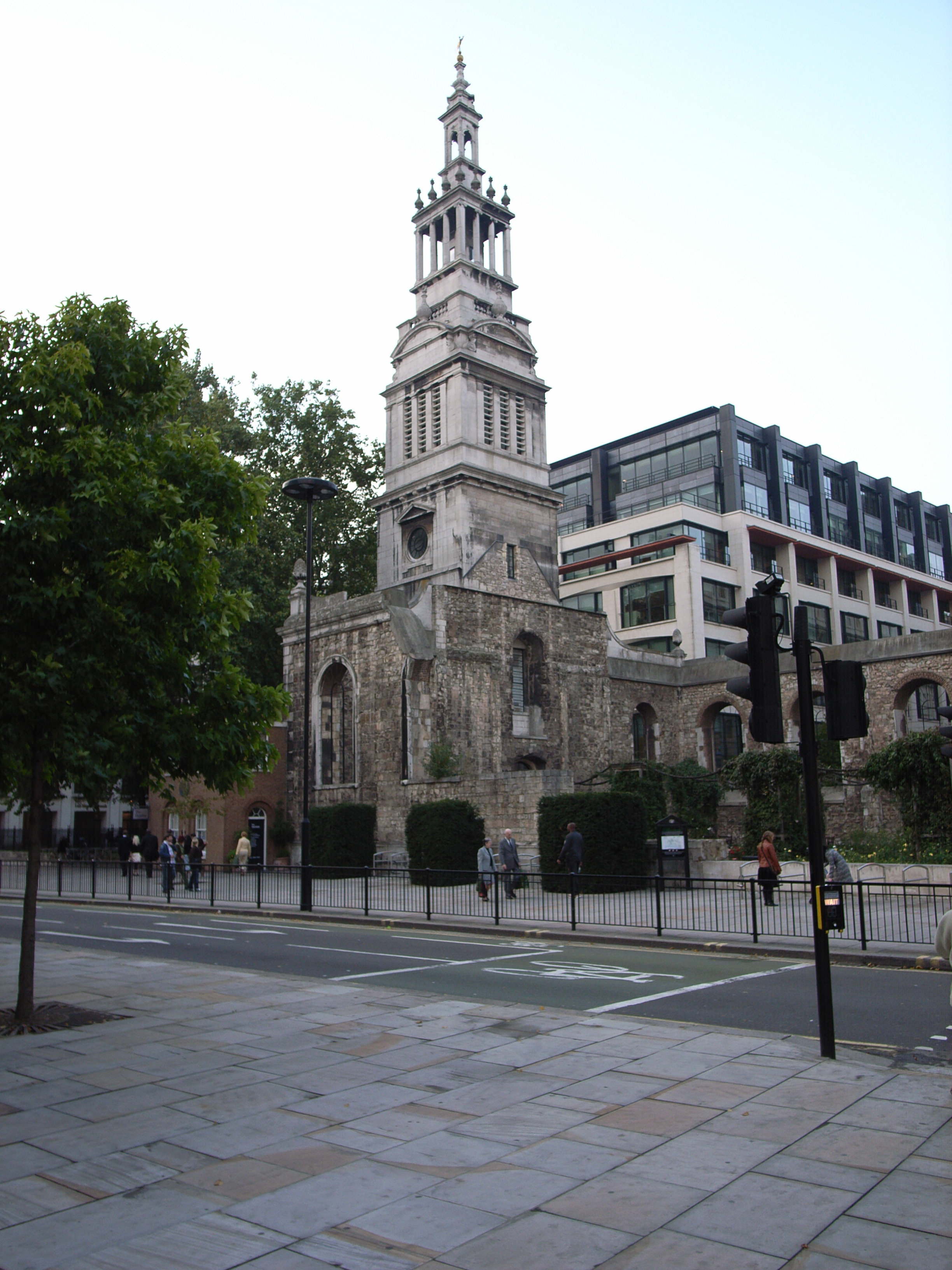
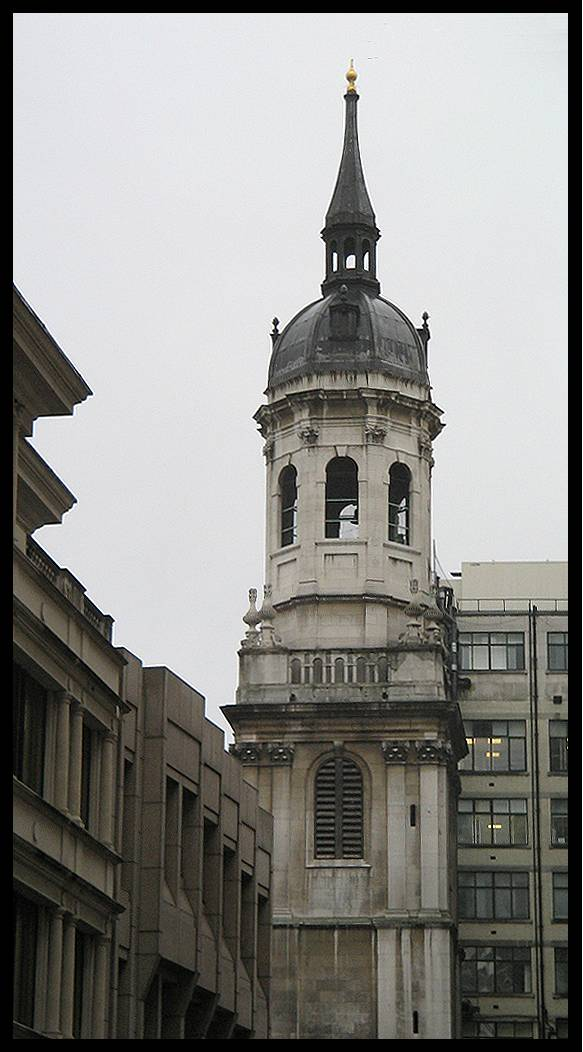
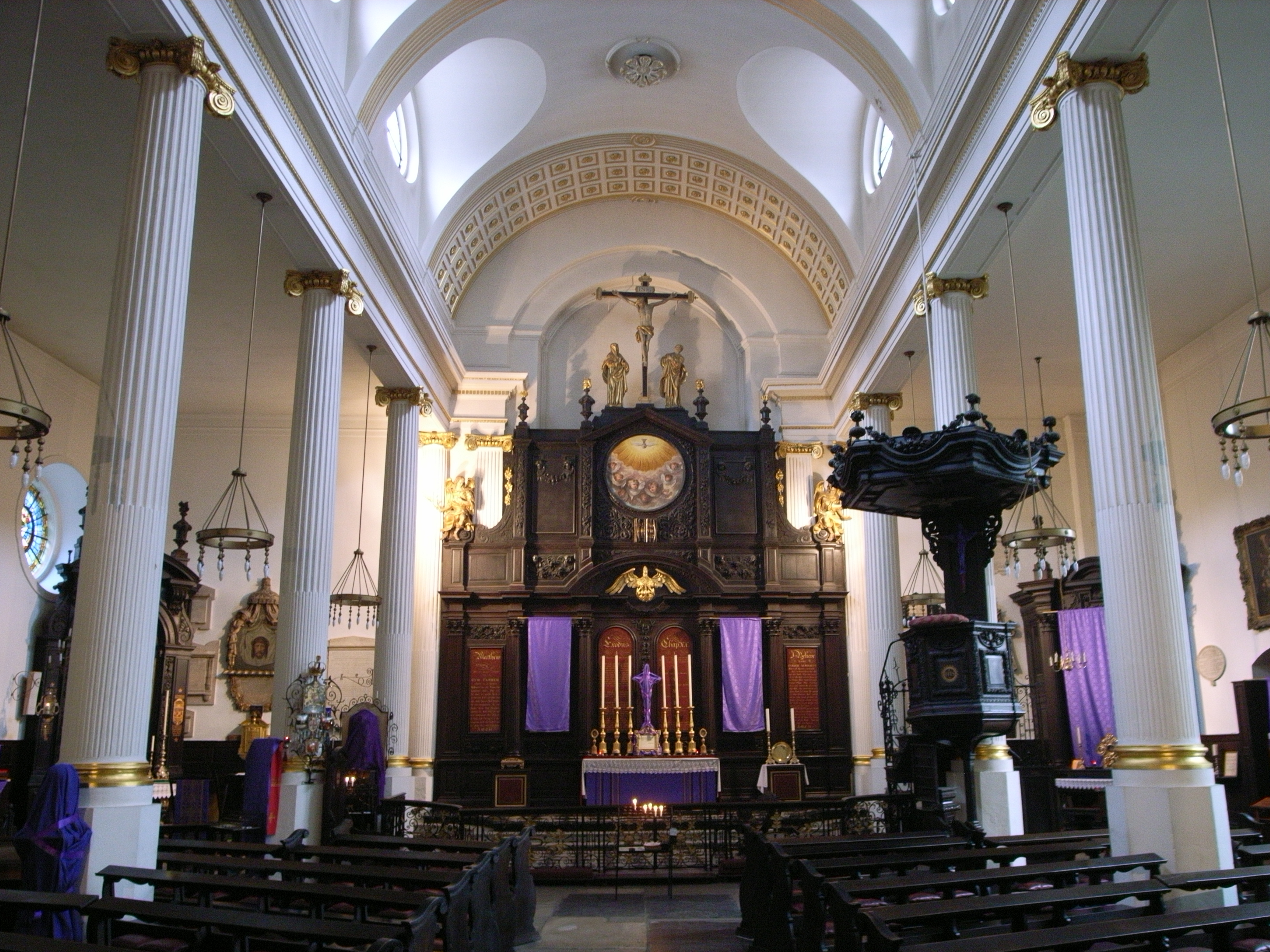
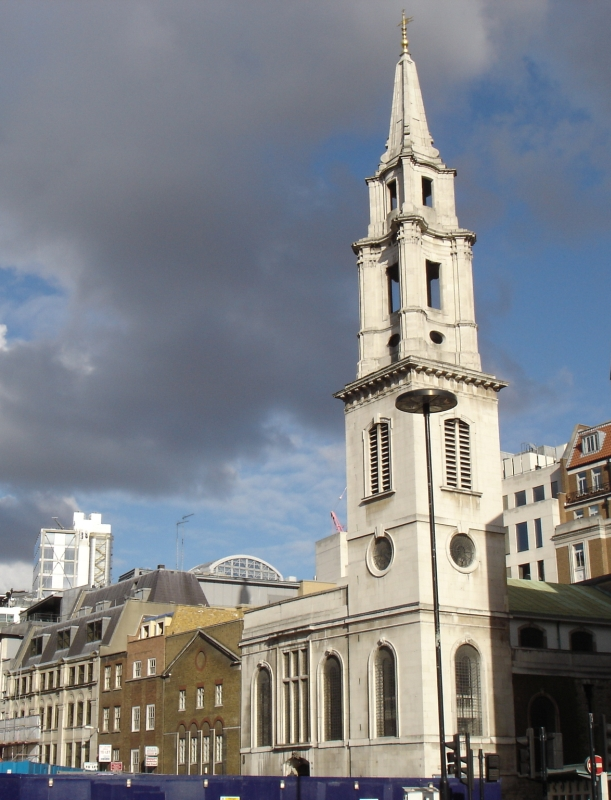
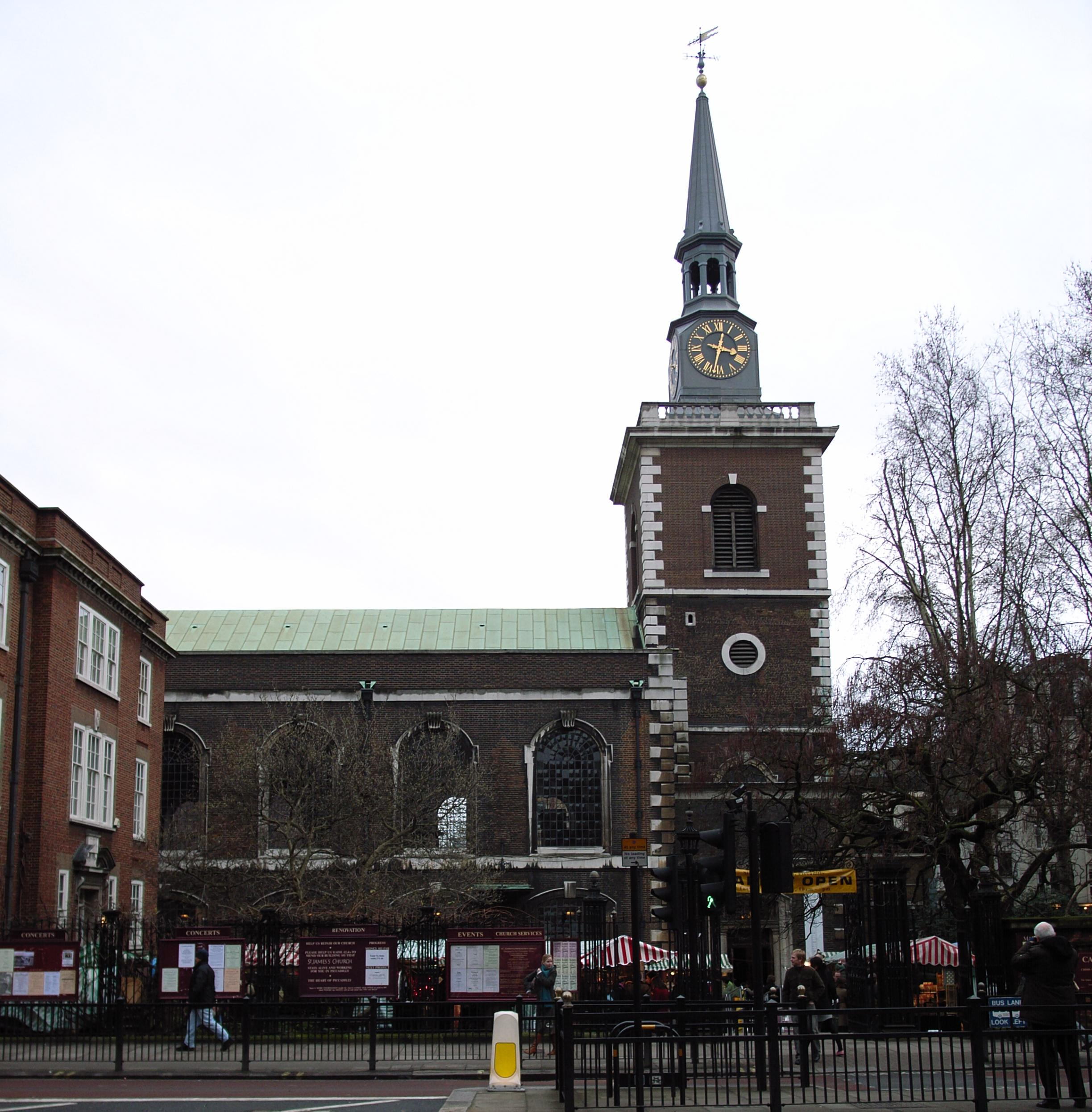
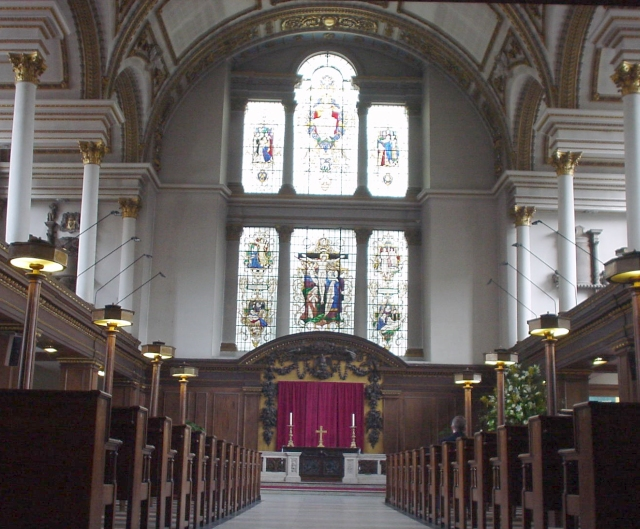
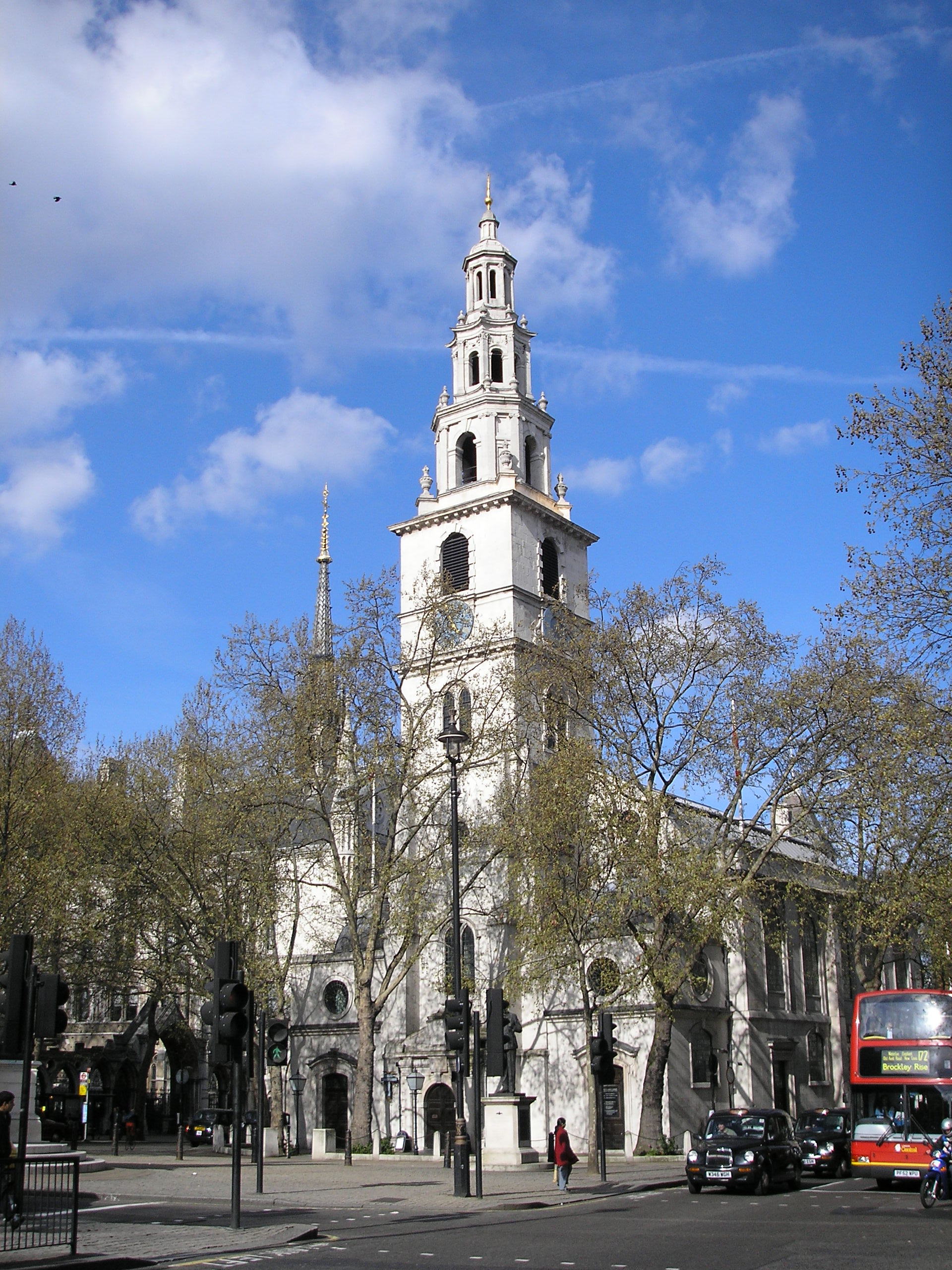
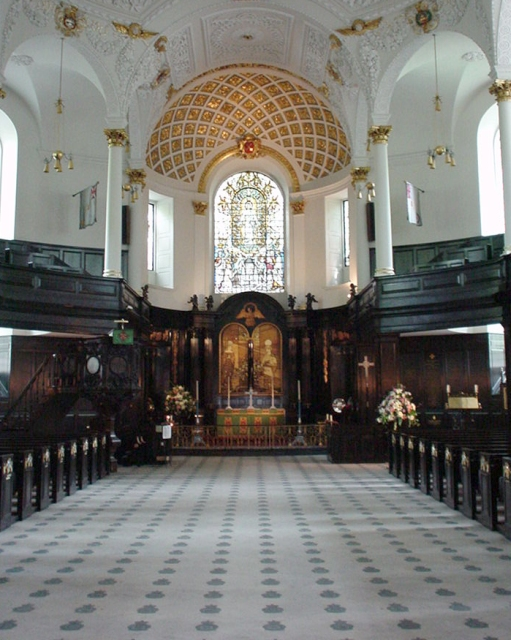
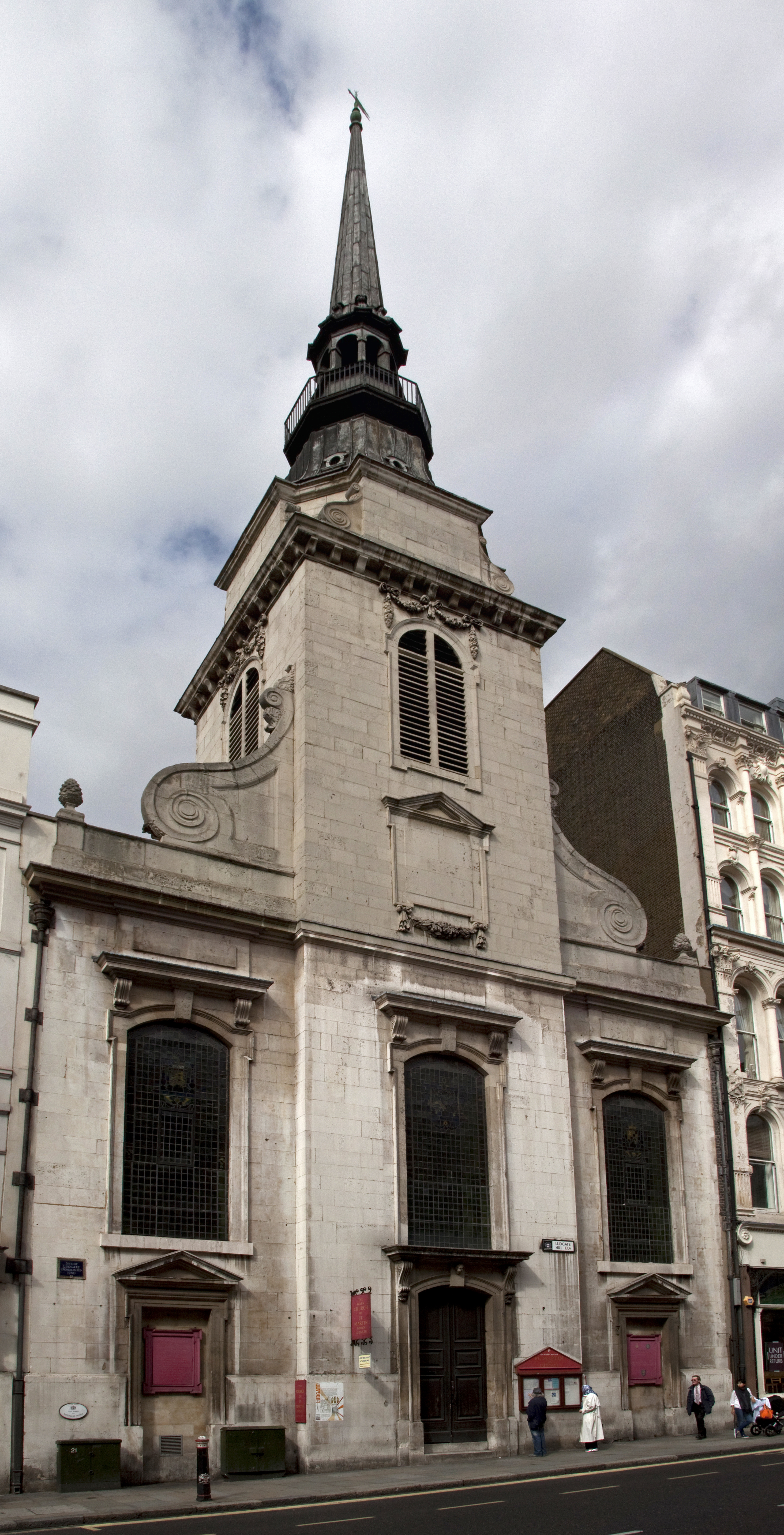
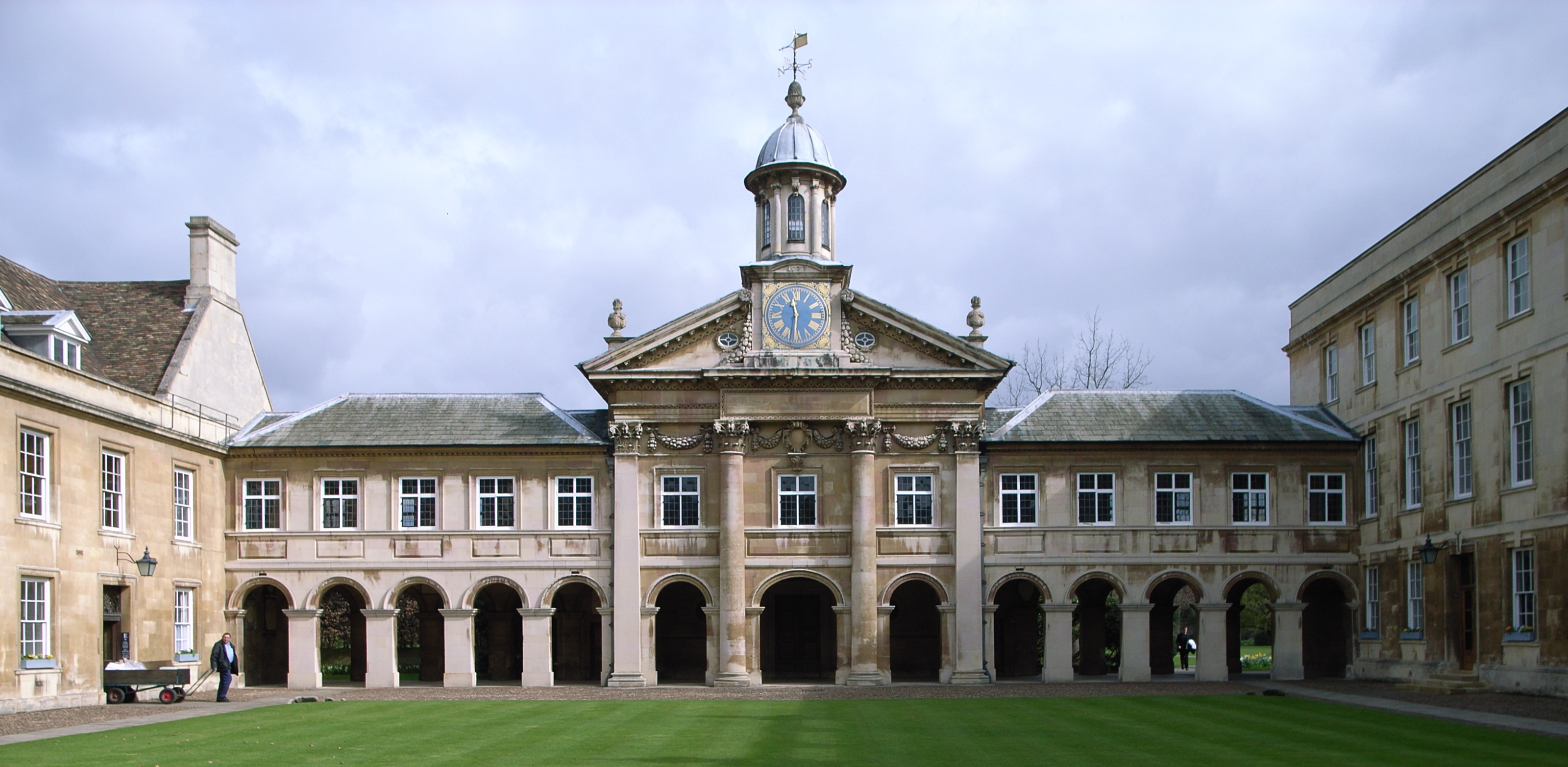
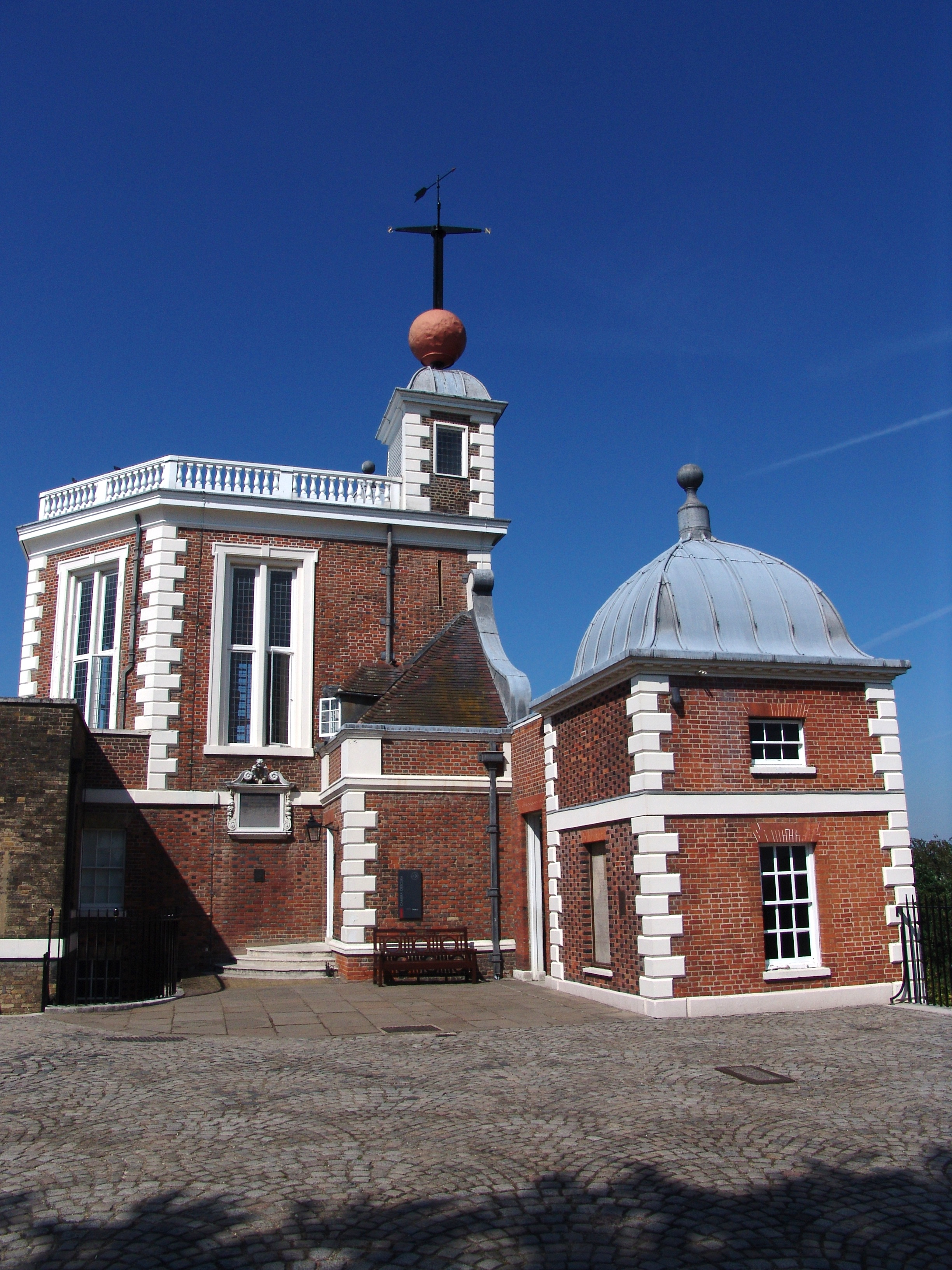
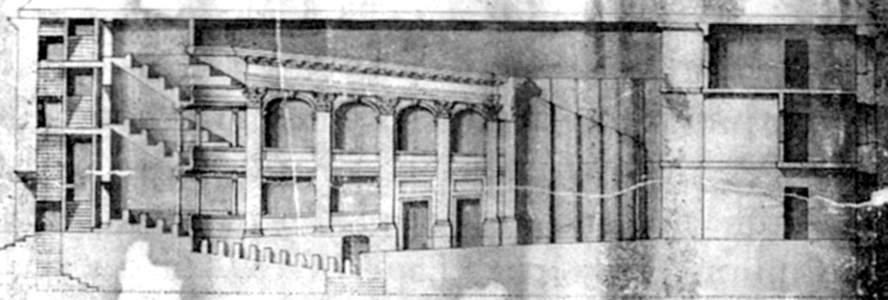
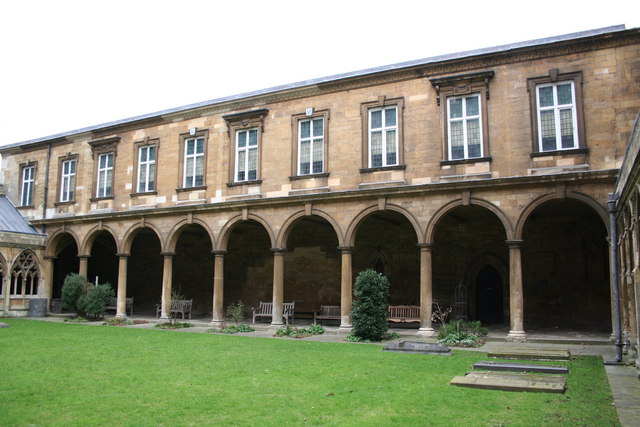
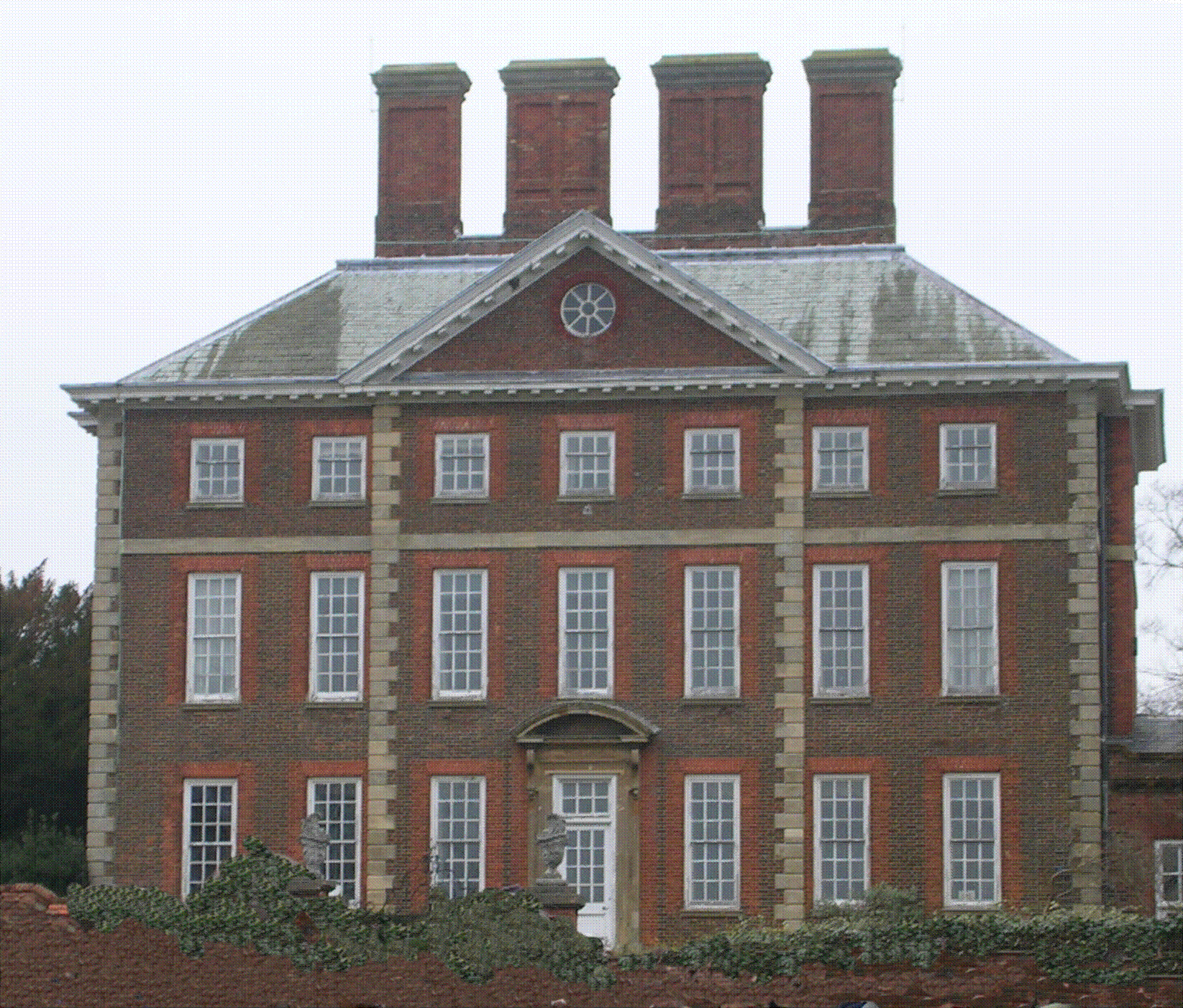
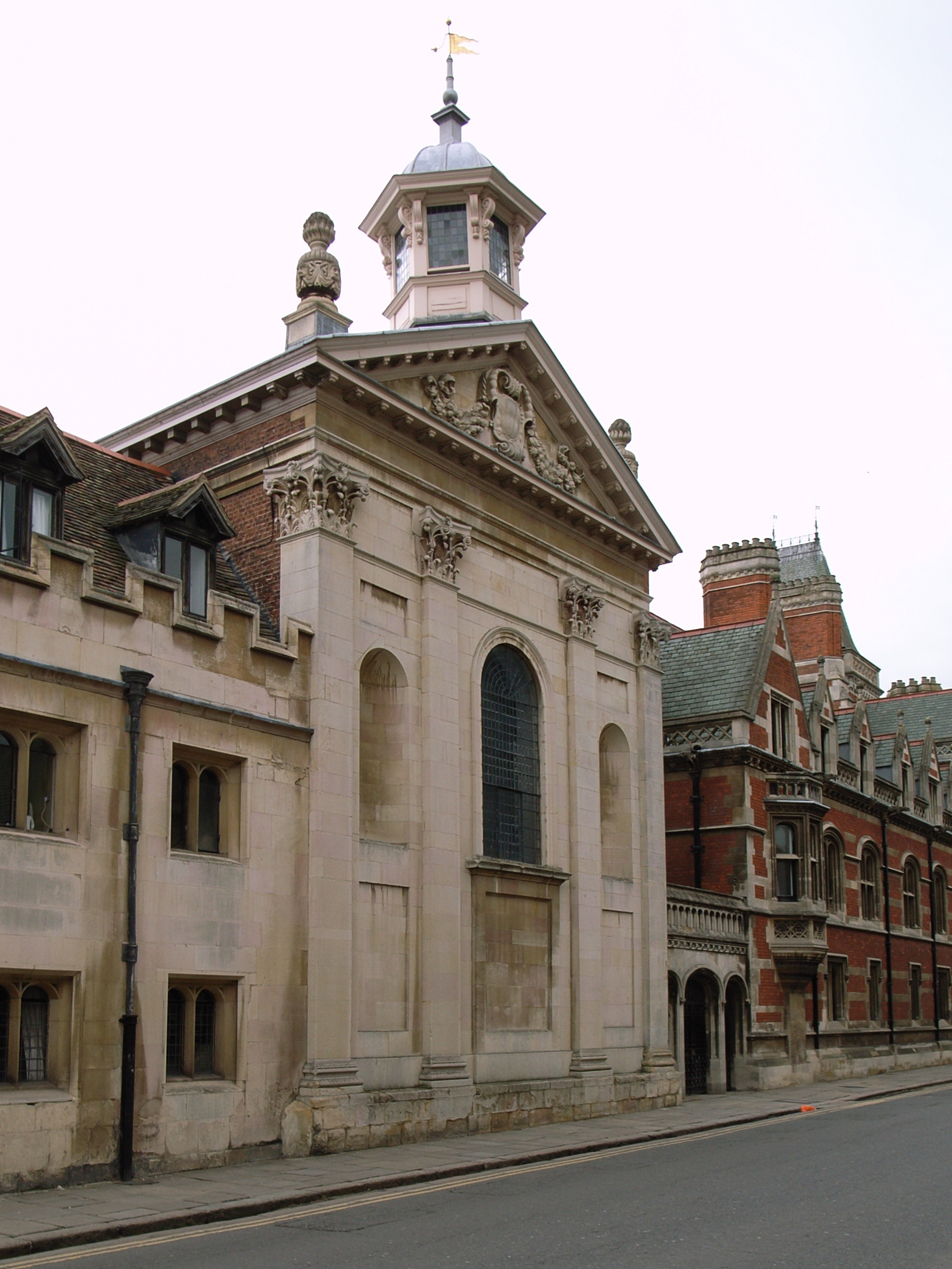
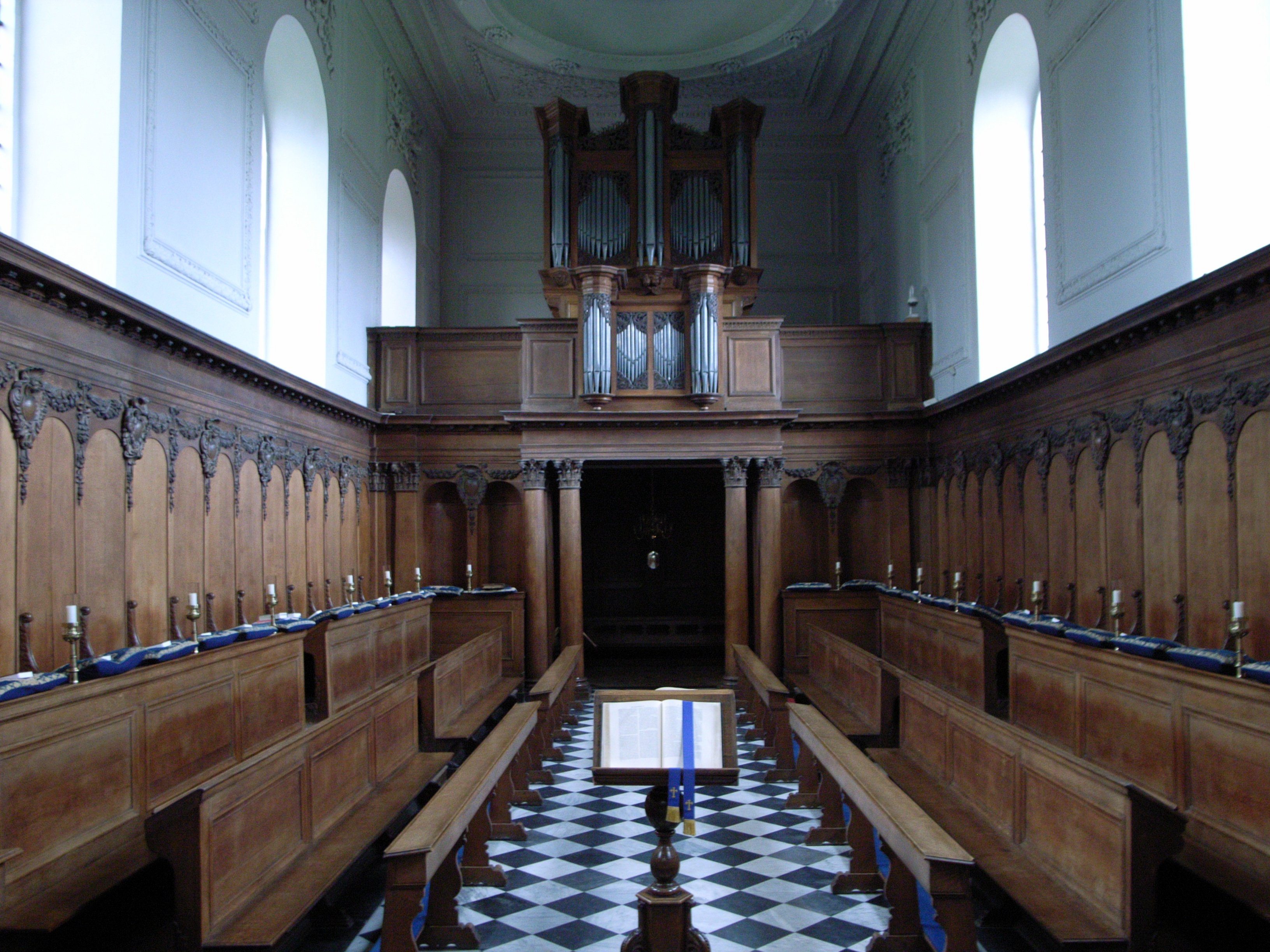